# Assassin's Creed
Assassin's Creed este o serie de jocuri video de acțiune-aventură și stealth, creată de Patrice Désilets, Jade Raymond și Corey May, dezvoltată și publicată de Ubisoft, folosind motorul grafic Anvil Next. Relatează conflictul etern dintre Asasini, care luptă pentru pace prin liber-arbitru, și Templieri, care doresc pace prin control. Jocurile conțin elemente de istorie ficțională, science fiction și personaje, combinate cu evenimente istorice și persoane din viața reală. În majoritatea poveștilor, jucătorii controlează un Asasin dintr-o perioadă istorică, iar în prezent, îl controlează pe Desmond Miles sau un Inițiat Asasin, care vânează inamici templieri. Seria s-a inspirat din romanul Alamut al scriitorului slovac Vladimir Bartol, dar are la bază și concepte din seria Prince of Persia.
Primul joc, cu titlu omonim, a fost lansat în 2007, iar ramura principală conține unsprezece jocuri. Cel mai recent titlu este Assassin's Creed Valhalla, lansat în 2020. O poveste și o perioadă nouă sunt introduse în fiecare joc, iar unele elemente de gameplay din jocul precedent sunt îmbunătățite. Există trei arcuri narative în serie. Pentru primele cinci jocuri din serie, cadrul din prezent are loc în 2012 și îl conține pe protagonistul Desmond Miles ce folosește un dispozitiv numit Animus și retrăiește amintirile strămoșilor săi pentru a evita apocalipsa din 2012. În jocurile premergătoare lui Assassin's Creed Syndicate, angajații Abstergo și inițiații Asasini au înregistrat amintirile genetice folosind software Helix, ajutând Templierii și Asasinii să găsească noi Piese ale Edenului în lumea modernă. Ultimele trei jocuri lansate, Assassin's Creed Origins, Assassin's Creed Odyssey și Assassin's Creed Valhalla se concentrează pe fosta angajată Abstergo, Layla Hassan.
Jocurile principale din seria Assassin's Creed au fost primite, în general, cu recenzii majoritar favorabile, fiind lăudate grafica, designul jocului și povestea, fiind însă criticate ciclul de lansare anual și bugurile frecvente. Jocurile spin-off au primit recenzii mixte spre pozitive. Seria a fost distinsă cu nominalizări și premii multiple, inclusiv cu cele de Joc al Anului. Este o serie de succes și pe plan comercial, fiind vândută în peste 155 milioane de copii (până în octombrie 2020), devenind cea mai profitabilă franciză a celor de la Ubisoft și una dintre cele mai profitabile serii de jocuri video din toate timpurile. Assassin's Creed a fost adaptat într-un film cu titlu omonim, care a fost primit cu recenzii negative. Au fost publicate enciclopedii, benzi desenate și romane bazate pe serie. Toate materialele media au loc pe același fir narativ cu jocurile din seria principală.

## Istoric

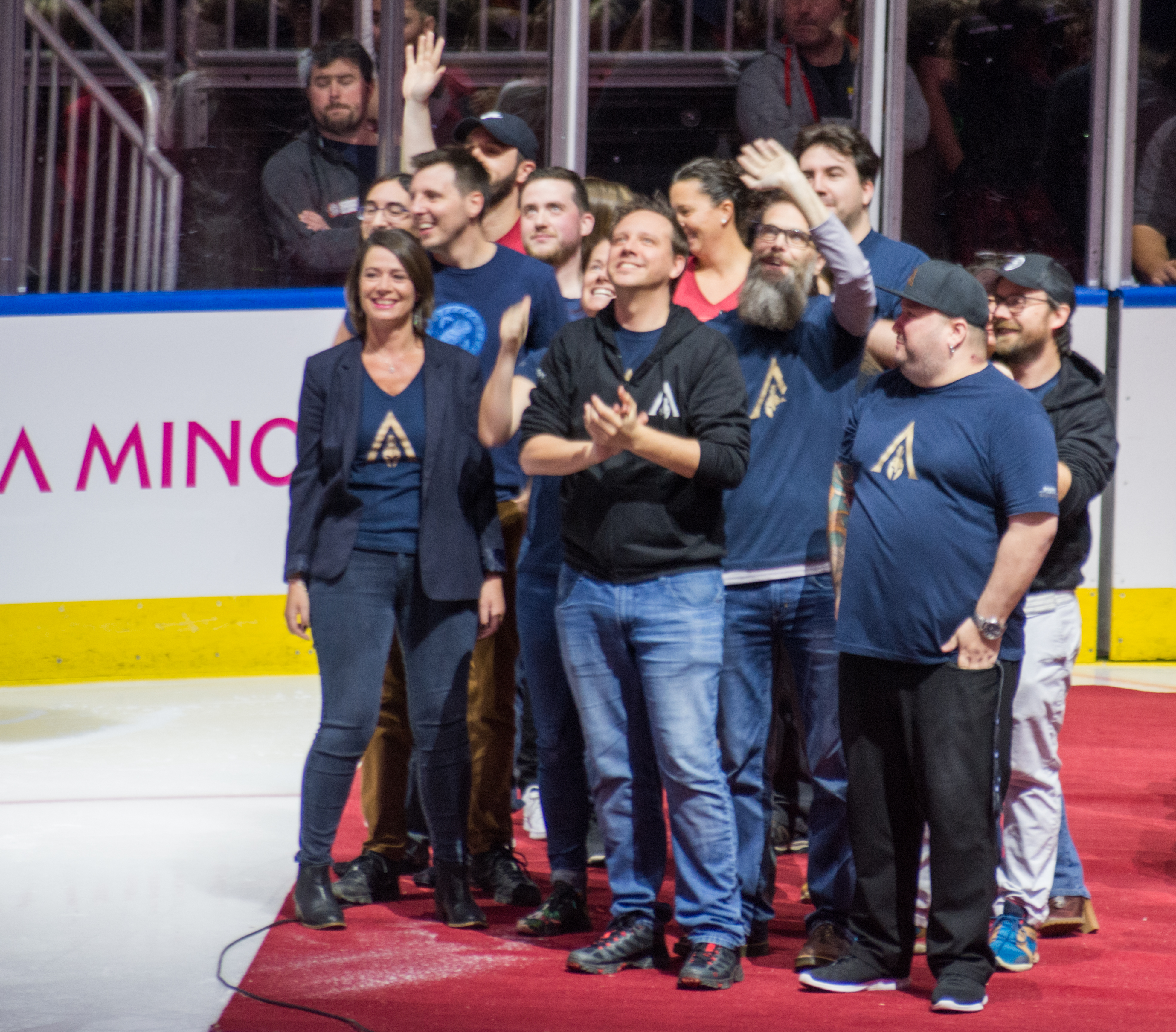
Membrii echipei Ubisoft Quebec, dezvoltatorii jocului Assassin's Creed Odyssey

Seria Assassin's Creed a apărut în urma ideilor de continuare pentru Prince of Persia: The Sands of Time, o adaptare complet 3D a jocului original Prince of Persia, care a fost realizată pentru generația a șasea și includea un număr de lupte și mișcări parkour. The Sands of Time a fost un succes critic și financiar, iar Ubisoft a cerut echipei Ubisoft Montreal să dezvolte o continuare, destinată generației next gen. Echipa Ubisoft Montreal a decis să abordeze gameplay-ul din The Sands of Time într-o manieră de open world, profitând de puterea de randare îmbunătățită a mulțimilor și spațiilor mari. Narativ, echipa dorează să îl pună pe Prinț în ipostaza de a lupta pentru tronul cuvenit; iar combinat cu cercetările în domeniul societăților secrete, echipa a început să se concentreze pe Asasini, împrumutând cu duiumul elemente din romanul Alamut.
Ei au dezvoltat o narațiune în care jucătorul ar fi controlat un Asasin ce servea ca bodyguard pentru un Prinț NPC (non-playable character), ei dorind să numească jocul Prince of Persia: Assassin. Ubisoft nu a fost mulțumit de un joc Prince of Persia fără un Prinț jucabil, iar departamentul de marketing a propus numele Assassin's Creed, făcând aluzie la frăția Asasinilor, "nothing is true; everything is permitted-nimic nu este adevărat, totul este permis". Ubisoft Montreal a pornit de aici pentru a crea o nouă proprietate intelectuală, eliminându-l pe Prinț și creând un conflict între Asasini și Ordinul Templierilor. Ulterior, postulând la asasinările explicabile din istoria omenirii, membrilor echipei le-a venit ideea memoriei genetice și au creat dispozitivul "Animus" și elementele poveștii din prezent, care le-au permis în continuare să explice anumite aspecte din gameplay, precum eșecul jucătorului într-o misiune, în același mod în care au făcut și în The Sands of Time.
După lansarea primului Assassin's Creed din 2007, Ubisoft Montreal și alte studiouri Ubisoft au folosit seria pentru a prezenta jocurile în diverse perioade istorice, dorind să renunțe la anumite elemente de gameplay în favoarea preciziei istorice.

## Premisă

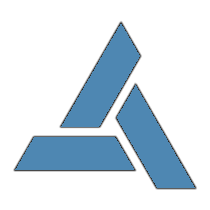
- "Noi schimbăm lumea. Zilnic, în sute de moduri diferite." -
Sigla și sloganul ficțional al Abstergo Industries din seria Assassin's Creed

Jocurile Assassin's Creed se concentrează în principal pe rivalitatea dintre două societăți secrete—Asasini și Templieri—și pe relația lor indirectă cu o specie antică, denumită în joc "Precursorii", a cărei societate, împreună cu majoritatea din biosfera Terrei, a fost distrusă de o explozie solară puternică cu mii de ani înainte de întâmplările jocului. Cadrul cronologic al lumii reale din joc începe în jurul anului 2012, dar majoritatea intrigii jocului are loc în epoca istorică.
În serie, "Abstergo" Industries este un conglomerat de tip mega-corporație cu filiale multiple, care este condus în secret de Ordinul Templier modern. Compania este antagonistul principal din prezent. Abstergo a creat în taină un dispozitiv, denumit "animus", care îi permite utilizatorului să "retrăiască" și să experimenteze amintirile strămoșilor săi pe cale genetică, printr-o simulare virtuală. Suprautilizarea acestui animus duce la "bleeding effect"-efectul sângerării, ceea ce înseamnă că utilizatorul este înzestrat cu abilitățile și aptitudinile strămoșilor săi, dar este și periculos deoarece îi poate distruge mințile, cauzând afecțiuni precum demență, nebunie, sau dedublarea personalității. Abstergo dorește să descopere locația anumitor artefacte istorice, cunoscute ca "Fragmente din Eden", aceste artefacte având o putere inimaginabilă, și fiind capabile să acapareze liberul-arbitru. Abstergo caută să îl folosească pentru a distruge acest liber-arbitru și a aduce umanitatea într-un singur grup unificat, în timp ce Asasinii li se opun cu dârzenie. Pentru a găsi Fragmentele din Eden, Abstergo răpește persoane ale căror strămoși sunt bănuiți că ar fi avut interacțiuni istorice cu aceste Fragmente, după care introduc forțat aceste persoane în Animus și caută indicii în amintirile strămoșilor lor cu ajutorul dispozitivului.
| Jocul                            | Personajul istoric Perioada/Era              | Personajul din prezent |
| -------------------------------- | -------------------------------------------- | ---------------------- |
| Assassin's Creed                 | Altaïr Ibn-LaʼAhad Cruciada a treia          | Desmond Miles          |
| Assassin's Creed II              | Ezio Auditore da Firenze Renașterea italiană | Desmond Miles          |
| Assassin's Creed: Brotherhood    | Ezio Auditore da Firenze Renașterea italiană | Desmond Miles          |
| Assassin's Creed: Revelations    | Ezio Auditore da Firenze Renașterea italiană | Desmond Miles          |
| Assassin's Creed III             | Connor (Ratonhnhaké:ton) Revoluția Americană | Desmond Miles          |
| Assassin's Creed III: Liberation | Aveline de Grandpré Războiul Franco-Indian   | "Subject 1"            |
| Assassin's Creed IV: Black Flag  | Edward Kenway Epoca de aur a pirateriei      | "Noob"                 |
| Assassin's Creed Rogue           | Shay Patrick Cormac Războiul de Șapte Ani    | "Numbskull"            |
| Assassin's Creed Unity           | Arno Dorian Revoluția Franceză               | The Initiate           |
| Assassin's Creed Syndicate       | Jacob și Evie Frye Revoluția Industrială     | The Initiate           |
| Assassin's Creed Origins         | Bayek and Aya Perioada Ptolemeică            | Layla Hassan           |
| Assassin's Creed Odyssey         | Kassandra și Alexios Războiul peloponesiac   | Layla Hassan           |
| Assassin's Creed Valhalla        | Eivor Invazia vikingă în Anglia              | Layla Hassan           |

### Protagoniști
Desmond Miles, un barman ce are în arborele său genealogic anumiți Asasini remarcabili; cu toate că a fost crescut ca Asasin, el și-a părăsit familia nomadă în căutarea unui stil de viață mai obișnuit. El este răpit inițial de Abstergo, care este conștientă de linia sa ancestrală. Desmond este introdus cu forța în "Animus" și este dezvăluit că el este subiectul 17; mulți dintre cei șaisprezece anteriori murind din cauza suprautilizării animusului.
Desmond este salvat ulterior de o mică echipă de Asasini moderni; și acceptă să lucreze împreună cu ei, continuând să experimenteze amintiri ale strămoșilor săi pentru a descoperi locațiile Fragmentelor din Eden adiționale, și asta înaintea celor de la Abstergo. Din cauza efectului sângerării, Desmond obține anumite abilități de Asasin ale predecesorilor săi, dar cu costul de a avea halucinații cu personalități și amintiri multiple.
În Animus, Desmond explorează numeroase amintiri ale Asasinilor, inclusiv cele ale lui Altaïr Ibn-La'Ahad, un Asasin căzut în dizgrație inițial, dar care muncește pentru a-și repara greșelile, în timpul Cruciadei a treia; Ezio Auditore da Firenze, un Asasin ce a trăit în timpul Renașterii italiane, și Ratohnhaké:ton, cunoscut ca și Connor, un Asasin jumătate amerindian, jumătate britanic, din timpul Revoluției americane.
În tot acest timp, Desmond află de profeția apocalipsei din 2012 de la un alt cobai din Animus, Subiectul 16; evenimentele dezvăluie că dezastrul care a dus la dispariția civilizației antice se va repeta, dar și că amintirile sale conțin cheia spre supraviețuirea Pâmântului la această a doua explozie solară. În timpul sesiunilor din Animus, Desmond este ajutat de proiecții holografice a trei dintre conducătorii rasei antice: Jupiter, Minerva, și Juno.
După ce Desmond moare pentru a asigura supraviețuirea Terrei, amintirile sale, care au supraviețuit în cyberspace, sunt accesate de Abstergo, care angajează un nou subiect pentru a intra în Animus. Noua persoană retrăiește amintirile lui Edward Kenway (bunicul lui Ratohnhaké:ton) un pirat din timpul Imperiului Britanic.

## Gameplay
În timp ce seria este prezentată prin protagonistul Desmond Miles, miezul jocurilor este dezvăluit în timp ce Desmond experimentează amintirile strămoșilor săi cu ajutorul unui dispozitiv avansat numit Animus. Acesta furnizează o interfață diegetică, arătând viața, echipamentul, țelurile, și alte caracteristici ale strămoșilor lui Desmond. Animusul se bazează pe controlul continuu al asasinului pentru a fi păstrată sincronizarea dintre Desmond și amintirile strămoșilor. Moartea sau executarea acțiunilor care sunt împotriva regulilor impuse de Asasini va cauza desincronizarea, forțându-l efectiv pe jucător să reînceapă de la cel mai apropiat checkpoint. În plus, jucătorul nu poate explora zone pe care asasinii nu le-au experimentat încă. Există și anormalități în Animus, rămase de la utilizatorii anteriori ai dispozitivului.
Jocurile principale Assassin's Creed au loc într-un mediu open world și sunt prezentate din perspectiva third-person. Protagonistul asasinează țintele folosind abilitățile de luptă și stealth și exploatând mediul înconjurător. Libertatea explorării este acordată jucătorului pentru a îndeplini misiunile principale și secundare. Pe lângă misiunile single-player, unele jocuri au și moduri competitive și cooperative multiplayer. În timp ce jocurile principale sunt produse pentru platformele desktop și consolele majore, mai multe jocuri spin-off au fost lansate și pentru platforme precum cele mobile, portabile și restul consolelor.
Jucând ca și Asasin, jocurile sunt prezentate din perspectiva third-person, într-o lume open world, ce se concentrează pe stealth și parkour. Jocurile folosesc structura misiunilor pentru a duce mai departe povestea principală, în general atribuind jucătorului sarcina de a asasina un personaj istoric sau de a completa o misiune în secret. Alternativ, sunt disponibile și misiuni secundare, precum cartografierea orașelor cu ajutorul "leap of faith"-actului de credință (săritura dintr-un punct înalt într-o căpiță de fân), colectarea de comori ascunse prin orașe, căutarea de relicve printre ruine, formarea unei frății a asasinilor pentru îndeplinirea altor sarcini, sau reconstruirea unui oraș prin achiziția sau îmbunătățirea magazinelor, și multe alte funcții. Uneori, jucătorul îl controlează direct pe Desmond, care, cu ajutorul Animusului, a dobândit tehnicile Asasinilor, precum și abilitatea lor genetică denumită Eagle Vision-Viziunea vulturului, care separă prietenii de dușmani și de ținte, prin iluminarea lor în culori diferite. Prin interfața Animusului, jucătorul poate rejuca orice misiune deja terminată; de exemplu, în Assassin's Creed: Brotherhood, jucătorul poate obține sincronizare completă prin executarea misiunii într-o manieră specifică, de exemplu doar prin asasinarea țintei misiunii respective.
Jocul are la bază conceptul de acțiuni "active" vs. "pasive", acțiunile "active", precum alergatul, cățăratul pe clădiri sau săritul de pe un acoperiș pe altul, având de cele mai multe ori efectul de a alerta gărzile din apropiere. Când gărzile devin alertate, jucătorul trebuie ori să se lupte cu ele, ori să dispară din raza lor de acțiune și să se ascundă într-o căpiță de fân sau fântână, pentru ca nivelul de alertă al gărzilor să se reducă. Sistemul de luptă permite un număr de arme unice, armură, și mișcări, inclusiv folosirea unei lame ascunse în mâneca costumului de Asasin, care poate fi folosită și pentru asasinarea silențioasă a țintelor.

## Istoria lansărilor
| Titlu                                 | Data lansării | Platforma                                                                           | Altele |
| ------------------------------------- | ------------- | ----------------------------------------------------------------------------------- | ------ |
| Assassin's Creed                      | 2007          | PlayStation 3, Xbox 360, Windows                                                    | —      |
| Assassin's Creed: Altaïr's Chronicles | 2008          | Nintendo DS, Android, iOS, Symbian, webOS, Windows Phone                            | —      |
| Assassin's Creed: Bloodlines          | 2009          | PlayStation Portable                                                                | —      |
| Assassin's Creed II                   | 2009          | PlayStation 3, Xbox 360, PlayStation 4, Xbox One, OS X, Windows, Symbian            | OnLive |
| Assassin's Creed II: Discovery        | 2009          | Nintendo DS, iOS                                                                    | —      |
| Assassin's Creed: Brotherhood         | 2010          | PlayStation 3, Xbox 360, PlayStation 4, Xbox One, OS X, Windows                     | OnLive |
| Assassin's Creed: Revelations         | 2011          | PlayStation 3, Xbox 360, PlayStation 4, Xbox One, Windows, Android, Symbian         | OnLive |
| Assassin's Creed III                  | 2012          | PlayStation 3, Xbox 360, Wii U, PlayStation 4, Xbox One, Nintendo Switch, Symbian   | —      |
| Assassin's Creed III: Liberation      | 2012          | PlayStation 3, Xbox 360, PlayStation 4, Xbox One, Nintendo Switch, PlayStation Vita | —      |
| Assassin's Creed IV: Black Flag       | 2013          | PlayStation 3, Xbox 360, Wii U, PlayStation 4, Xbox One, Windows, Nintendo Switch   | —      |
| Assassin's Creed: Pirates             | 2013          | Windows, Android, iOS                                                               | —      |
| Assassin's Creed: Freedom Cry         | 2014          | PlayStation 3, PlayStation 4, Xbox 360, Xbox One, Windows                           | —      |
| Assassin's Creed Rogue                | 2014          | PlayStation 3, Xbox 360, PlayStation 4, Xbox One, Nintendo Switch, Windows          | —      |
| Assassin's Creed Identity             | 2014          | Android, iOS                                                                        | —      |
| Assassin's Creed Unity                | 2014          | PlayStation 4, Xbox One, Windows                                                    | —      |
| Assassin's Creed Chronicles: China    | 2015          | PlayStation 4, Xbox One, Windows, PlayStation Vita                                  | —      |
| Assassin's Creed Syndicate            | 2015          | PlayStation 4, Xbox One, Windows                                                    | —      |
| Assassin's Creed Chronicles: India    | 2016          | PlayStation 4, Xbox One, Windows, PlayStation Vita                                  | —      |
| Assassin's Creed Chronicles: Russia   | 2016          | PlayStation 4, Xbox One, Windows, PlayStation Vita                                  | —      |
| Assassin's Creed Origins              | 2017          | PlayStation 4, Xbox One, Windows                                                    | —      |
| Assassin's Creed Odyssey              | 2018          | PlayStation 4, Xbox One, Windows                                                    | Stadia |
| Assassin's Creed Rebellion            | 2018          | Android, iOS                                                                        | —      |
| Assassin's Creed Valhalla             | 2020          | PlayStation 4, PlayStation 5, Xbox One, Xbox Series X, Windows                      | Stadia |
| Assassin's Creed Mirage               | 2023          | PlayStation 4, PlayStation 5, Xbox One, Xbox Series X, Windows                      | —      |
| Assassin's Creed Shadows              | 2025          | PlayStation 5, Xbox Series X, Windows                                               | —      |

Note
1. ↑  Lansat sub numele de Assassin's Creed: Liberation HD pentru Microsoft Windows, PlayStation 3, și Xbox 360.
2. ↑  Disponibil pentru Windows 8.1 și Windows 10 prin Microsoft store.
3. ↑  Lansat inițial sub formă de DLC pentru toate versiunile lui Assassin's Creed IV: Black Flag.
4. ↑  Anunțat inițial ca season pass al lui Assassin's Creed Unity.
5. 1 2  Lansat sub forma Assassin's Creed Chronicles Trilogy Pack.

### Seria principală

#### Assassin's Creed
În 2012, barmanul Desmond Miles este răpit de agenți ai Abstergo Industries, cel mai mare conglomerat farmaceutic din lume. Sub supravegherea dr-ului Warren Vidic și a asistentei sale, Lucy Stillman, Desmond este forțat să participe într-o serie de sesiuni înăuntrul unei mașinării denumite "Animus", o mașinărie capabilă de a transfera memoriile genetice ale strămoșilor săi într-o realitate simulată. Vidic îl îndrumă să retrăiască primii ani ai lui Altaïr Ibn-La'Ahad, membru-senior al Frăției Asasinilor, în timpul Cruciadei a treia. Investigațiile sale arată că Altair, orbit de vanitate, a periclitat încercarea Asasinilor de a recupera un artefact (Chivotul Legământului) din mâinile lui Robert de Sablé, Mare Maestru al Ordinului Templier, iar acest lucru a dus la moartea unui Asasin și rănirea gravă a unui altuia. Cu toate că Altair reușește să-și repare parțial greșelile prin respingerea unui atac al Cruciaților asupra bazei Asasinilor din Masyaf, mentorul și superiorul său, Al Mualim, îi ordonă să asasineze nouă persoane pentru a-și recâștiga onoarea.
În vreme ce Altair elimină fiecare țintă, el află că toți cei nouă sunt membri în secret ai Ordinului Templier, iar aceștia doresc să localizeze "Mărul din Eden", o relicvă a unei civilizații de mult uitate, civilizație care avea în posesie puteri asemănătoare cu cele ale zeilor. În timpul unei încercări inițiale de a-l asasina pe Robert la o înmormântare în Ierusalim, Altair descoperă că Maria, o agentă tânără Templieră, s-a deghizat în el pentru a-i da lui Robert destul timp în negocierea unei alianțe între Cruciați și Sarazini împotriva Asasinilor. Cruțând-o, Altair îl ajunge din urmă pe Robert, în tabăra regelui Richard I, și îi demască crimele. Nefiind sigur pe care să creadă, Richard sugerează un duel unu-la-unu pentru a se decide adevărul, remarcând că Dumnezeu va decide câștigătorul. După ce primește o lovitură mortală de la Altair, Robert mărturisește că nu a acționat singur, Al Mualim dorind și el Mărul, și trădându-i pe Templieri în tot acest timp. Întorcându-se la Masyaf, Altair descoperă că locuitorii și Asasinii se află sub vraja artefactului, aflat acum în posesia lui Al Mualim. Cu ajutorul câtorva Asasini veniți de urgență, Altaïr ia cu asalt citadela și își confruntă mentorul în grădini. Folosind Mărul, Al Mualim se luptă cu ucenicul său folosind vrăji dar totul se rezumă ulterior într-o luptă corp-la-corp. Altair îl înjunghie cu ajutorul "Hidden Blade-Lamei ascunse" și încearcă să distrugă Mărul, dar nu reușește decât să deblocheze o hartă secretă care arată locația altor nenumărate artefacte de pe tot globul.
Odată ce sesiunile se termină, Vidic dezvăluie că Abstergo este încarnarea modernă a Templierilor. Lucy, care este un spion pus de către Asasinii din prezent, dispare misterios. În timp ce-i așteaptă întoarcerea, Desmond descoperă niște desene ciudate pe pereții camerei sale, care grăiesc despre un eveniment catastrofic ce va distruge omenirea.

#### Assassin's Creed II
După evenimentele din Assassin's Creed, Desmond Miles este salvat din captivitate de spioana Asasin Lucy Stillman și dus într-un loc retras, unde îi întâlnește echipa, ce constă din istoricul și cercetătorul Shaun Hastings și tehniciana Rebecca Crane. Folosind planurile de design furate de Lucy, ei au construit propria versiune de Animus, pe care intenționează să o folosească pentru a-l iniția pe Desmond în Crezul Asasinilor, prin "Bleeding Effect-Efectul sângerării". Desmond este trimis să investigheze amintirile strămoșului său Ezio Auditore da Firenze, începând de la nașterea sa într-o familie florentină înstărită, la sfârșitul secolului 15.
Povestea sare apoi câțiva ani, și se rezumă atunci când Ezio este un tânăr neliniștit în perioada Renașterii. După ce tatăl și frații săi sunt spânzurați pe motiv de trădare, acțiune pusă la cale de un magistrat corupt, Ezio îl omoară și fuge la casa sa ancestrală din Monteriggioni cu mama și sora sa. Acolo, unchiul său Mario îi explică că atât el cât și răposatul său tată au făcut parte din ordinul antic al Asasinilor, și cade de acord să-l antreneze pe Ezio în ale luptei. Cu noile abilități, Ezio începe un plan de răzbunare împotriva tuturor care au complotat la moartea tatălui său, de la primul neguțător până la ultimul politician. Planul îl duce prin Florența, San Gimignano, Forlì, și Veneția, unde își face noi aliați, precum filozoful Niccolò Machiavelli și inventatorul Leonardo da Vinci, ultimul dintre ei furnizându-i echipament nou bazat pe informațiile lăsate de Altair în Codex-urile sale. În timp ce se află în Veneția, el află de identitatea Marelui Maestru Templier, cunoscut ca "Spaniolul"; nimeni altul decât Rodrigo Borgia, care plănuia să acapareze toată Italia prin unificarea celor mai influente familii din Peninsulă. În timp ce îl ajuta să transporte Mărul din Eden la Roma, și deghizat ca soldat, el se confruntă cu Rodrigo. Ajutat de Dispozitivul Papal -care se dovedește a fi o Piesă a Edenului- Rodrigo își dezvăluie intențiile de a deschide "Seiful", o cameră care se spune că ar conține cea mai mare putere pe care omenirea a cunoscut-o vreodată. El reușește să scape, lăsând Mărul în mâinile lui Ezio. În semn de recompensă, Mario îl inițiază formal în rândul Asasinilor.
În acest moment, Desmond descoperă o amintire aleatoare lăsată în urmă de Abstergo, în care Altair are o aventură cu Templiera Maria Thorpe. El găsește și o serie de glife similare desenelor observate la el în celulă, care, odată descifrate, dezvăluie un vis cu doi oameni ce fură Mărul. Visul se încheie cu codul binar (în limbaj ASCII) corespunzător cuvântului "EDEN" (01000101 01000100 01000101 01001110). Echipa presupune că cei doi oameni ar fi Adam și Eva.
Cu anumite secțiuni de amintiri prea corupte pentru a fi accesate, echipa îl trimite pe Desmond spre ultima amintire, în anul 1499. Rodrigo este acum Papa Alexandru al VI-lea, iar Ezio se infilitrează în Vatican în timpul unei Celebrări și îl confruntă într-o luptă corp-la-corp. Decât să-și omoare inamicul, Ezio îl lasă să trăiască cu gândul că a eșuat. Combinând Mărul și Dispozitivul, el deschide Seiful. Înauntru, el este contactat de o femeie ciudată pe nume Minerva. Conștientă că Desmond o ascultă, ea explică cum rasa sa, "Prima Civilizație", a creat omenirea pentru a-i servi, dar a fost distrusă ulterior de o catastrofă necunoscută. Supraviețuitorii și-au unit forțele cu foștii servitori, construind o rețea de seifuri atât pentru a-și păstra tehnologia și cultura, cât și ca o măsura de siguranță împotriva unui dezastru viitor posibil. Înainte de a dispărea, ea îi spune lui Desmond că el este singurul care are puterea de a împlini "profeția", lăsându-l atât pe el cât și pe Ezio confuzi.
La scurt timp după, agenți ai Abstergo conduși de Vidic intră în ascunzătoare, forțând echipa să abandoneze tot cu excepția Animusului. În timp ce se îndreaptă spre o nouă locație, Lucy îi spune lui Desmond că Asasinii au detectat incidente ciudate în câmpul magnetic al Terrei; o explozie solară ce este programată să lovească planeta în câteva luni va declanșa cel mai probabil același deznodământ cu cel al Primei Civilizații. Desmond reintră în Animus, începând povestea din Assassin's Creed: Brotherhood.

#### Assassin's Creed: Brotherhood
Povestea lui Desmond continuă de unde a rămas, în anul 2012. După ce au scăpat de atacul Templier de la sfârșitul lui Assassin's Creed II, Desmond Miles, Lucy Stillman, Rebecca Crane, și Shaun Hastings fug la Monteriggioni, unde se stabilesc într-o nouă ascunzătoare, în ruinele Villei Auditore. După ce restabilesc curentul electric prin tunelurile vechi de sub vilă, jucătorul preia din nou controlul lui Ezio Auditore prin amintirile genetice ale lui Desmond, folosind Animus-ul 2.0 (care este interfața amintirii jocului). Misiunea lui este de a găsi Mărul din Eden, un artefact important și misterios care ar putea preveni un dezastru iminent ce se crede a fi orchestrat de către Templieri.
Povestea lui Ezio continuă în anul 1499, unde iese din Seif, confuz și bulversat. El părăsește Roma cu ajutorul unchiului său, Mario Auditore, și se întoarce la Monteriggioni. Odată ajuns acasă, Ezio este împăcat cu faptul că răzbunarea sa personală s-a încheiat; cu toate acestea, Niccolò Machiavelli îl mustră pe Ezio pentru decizia de a-l lăsa în viață pe Rodrigo Borgia (acum Papa Alexandru al VI-lea). A doua zi - Ziua de Anul Nou - Monteriggioni este asediat de Cesare Borgia, fiul lui Rodrigo. Mario este omorât de mâna lui Cesare însuși, iar Mărul este furat de către Templieri. Ezio scapă cu familia sa și se întoarce la Roma, centrul puterii Templiere din Italia, căutând din nou răzbunare împotriva familiei Borgia. Acolo, el descoperă că Asasinii eșuează în lupta lor împotriva corupției. Hotărât să refacă Breasla, Ezio îl convinge pe Machiavelli că are ce trebuie pentru a forma o Frăție destul de puternică pentru a-i distruge pe Templieri și pe noul său inamic, Cesare.
În decursul următorilor patru ani, Ezio execută diferite sarcini pentru a slăbi influența familiei din capitală, sabotând resursele și asasinând subalternii lui Cesare, iar acest lucru are ca rezultat restaurarea Romei la fosta sa glorie. După ce restabilește Breasla Asasinilor la puterea completă, Ezio primește rangul de Il Mentore (italienescul pentru "Mentorul"), și este inițiat ca lider de facto al Asasinilor din Italia. În acest moment, și sora lui Ezio, Claudia, este inițiată în rândul Asasinilor.
Cesare, aflând de faptele lui Ezio, îl confruntă pe tatăl său și îi cere disperat mai mulți bani, dar și Mărul. Rodrigo refuză, nedorind să-i provoace pe Asasini, și încearcă să-și otrăvească fiul, realizând că dorința de putere a lui Cesare nu poate fi ținută în frâu. Cu toate acestea, Cesare, cu ajutorul surorii sale, Lucreția, întoarce roata de partea sa și își omoară tatăl. Ezio este martor la acest lucru, și, după ce află de locația Mărului, îl recuperează din interiorul Bazilicii Sf. Petru. Ezio îl folosește pentru a copleși forțele lui Cesare și a atrage susținătorii de partea sa; Cesare este arestat într-un final de Gărzile Papale ale lui Iulius al II-lea după ce Ezio și Asasinii îi omoară ultimii soldați rămași și îl îngenunchează.
Ceva timp mai târziu, Ezio folosește Mărul pentru a afla că Cesare, după ce a evadat din închisoare și a câștigat susținere din partea noului său aghiotant, Jean d'Albret, a asediat orașul Viana din Navarra. Ezio se întâlnește cu Cesare pe câmpul de luptă și se confruntă cu el. Ei ajung pe ruinele unui castel surpat, unde Cesare îi spune că el nu poate fi omorât de un muritor, iar Ezio îl "lasă în mâinile fortunei", împingându-l de pe castel spre moarte. Apoi, Ezio recuperează Mărul și îl ascunde într-un Templu al Primei Civilizații, din dedesubtul Bazilicii Sfânta Maria din Altarul Cerului.
Folosind coordonatele din amintirile lui Ezio, Desmond, Lucy, Shaun și Rebecca călătoresc spre Templu, intenționând să folosească Mărul pentru a localiza Templele rămase și a menține Piesele din Eden departe de Templieri. În vreme ce Desmond își face loc prin Templu, el este abordat de o proiecție holografică a unei anumite Iuno, care este după câte se pare din aceeași rasă cu Minerva; cu toate acestea, ea nu poate fi văzută sau auzită de Lucy, Shaun, sau Rebecca. Multe dintre grăirile sale se concentrează pe lipsa de cunoaștere a umanității. Ea spune că umanitatea este "inocentă și ignorantă;" și că oamenii nu au fost plăsmuiți pentru a fi înțelepți, deoarece le-au fost date doar cinci dintre cele șase simțuri: vedere, miros, gust, pipăit, și auzit, dar le lipește erudiția. Vorbele grijulii dispar apoi, ea devenind imediat furioasă, și țipând, "Trebuia să vă lăsăm așa cum erați!"
În vreme ce Desmond se apropie de Măr și îl atinge, timpul îngheață în jurul său, cu toate că el poate vorbi și se poate mișca. Într-un limbaj criptat, Juno îi spune lui Desmond că el este descendent al rasei ei, dar și inamicul lor în același timp; ea mai spune că există o femeie care l-ar putea acompania pe "poartă," dar nu are voie să intre. Ea preia controlul corpului lui Desmond și îl forțează să o omoare pe Lucy. Amândoi cad la pământ, Lucy murind, iar Desmond intrând în comă. În vreme ce creditele de final rulează, sunt auziți doi oameni care discută dacă să-l pună înapoi sau nu pe Desmond în Animus.

#### Assassin's Creed: Revelations
După finalul din Brotherhood, protagonistul din prezent, Desmond Miles, a intrat în comă, datorită stresului combinat de după ce a fost forțat să o omoare pe Lucy Stillman cu faptul că este controlat de Iuno, holograma atașată Mărului din Eden, o piesă ce sugerează o expunere prelungită în Animus. În timp ce Shaun Hastings rămâne la Roma pentru a participa la înmomântarea lui Lucy, Rebecca Crane îl duce pe Desmond la New York și se întâlnește cu tatăl lui, William Miles. Într-un efort de a-i salva mintea lui Desmond, cei doi îl plasează înapoi în Animus, cu toate că acum mașinăria este în modul safe, cunoscat ca și "Camera Neagră."
După ce se trezește pe Insula Animus, programul inițial de testare al mașinăriei, Desmond se întâlnește cu conștiința Subiectului 16, cel care a ocupat Animusul înaintea lui. 16 îi explică lui Desmond că mintea sa este deteriorată, și singura metodă prin care o poate repara este prin retrăirea amintirilor strămoșilor săi, până ce acestea nu mai au ce să-i arate lui Desmond, moment în care Animusul îl poate separa pe el de Ezio și Altaïr, și îl poate trezi din comă.
Desmond intră prin portalul amintirilor de pe Insula Animus, care îl aduce din nou în pielea lui Ezio Auditore. La patru ani după moartea lui Cesare Borgia, Ezio a călătorit la fosta cetate a Asasinilor din Masyaf pentru a descoperi secretele lui Altaïr, și pentru a afla adevăratul țel al Asasinilor. După ce ajunge acolo, el află că cetatea a fost acaparată de Templieri, care l-au marcat pe moarte. Ezio scapă prin coridoarele castelului, și descoperă intrarea în biblioteca lui Altaïr. El află că cinci "chei" în formă de disc sunt necesare pentru a deschide ușa; că Templierii au una dintre ele ascunsă sub palatul Sultanului Otoman; și că restul sunt ascunse în Constantinopol, capitala Imperiului Otoman. El călătorește acolo și se întâlnește cu Yusuf Tazim, liderul Ordinului Turc al Asasinilor, și se împrietenește cu un tânăr student pe nume Suleiman. Ezio află că Niccoló Polo este cel care a ascuns cheile în oraș. În timp ce se afla în căutarea vechii clădiri a lui Polo, Ezio o întâlnește pe Sofia Sartor, o tânără italiancă, călătoare și colecționară de cărți, de care se îndrăgostește. Ezio descoperă locațiile cheilor rămase cu ajutorul Sofiei.
Între timp, Constantinopol este în haos datorită conflictului dintre Prințului Ahmet și fratele său Selim, amândoi râvnind să devină conducători ai Sultanatului. Prins la mijlocul conflictului, Suleiman îi spune lui Ezio că el este un prinț otoman (fiul lui Selim), și că el suspectează că Templierii sunt în spatele dihoniei. Ezio descoperă dovezi cum că Manuel Palaiologos, cu ajutorul Templierilor, încearcă să formeze o armată pentru a-i îndepărta pe otomani și a restabili Imperiul Bizantin. Ezio îl omoară pe Manuel și recuperează ultima cheie, doar pentru a descoperi că Ahmet este adevăratul lider al complotului Templier de a deschide biblioteca lui Altaïr.
În tot acest timp, Ezio folosește cheile pentru a fi martor la viața lui Altaïr după evenimentele din primul joc. După ce l-a omorât pe Al-Mualim, Altaïr a păstrat Mărul din Eden și a devenit liderul Asasinilor. Unul dintre aceștia, Abbas, nu îl susținea pe Altaïr din cauza evenimentelor trecute și pentru că l-a ucis pe Al Mualim. Când Altaïr și soția sa, Maria, au părăsit Masyaf timp de 10 ani pentru a respinge invazia mongolă, Abbas a orchestrat o lovitură de stat, a preluat conducerea Ordinului și l-a omorât pe fiul cel mic al lui Altaïr, Sef. Altaïr a căutat răzbunare; dar în timp ce Maria încerca să-l oprească, un alt Asasin a înjunghiat-o în spate. Altaïr a fost forțat să plece cu fiul cel mare, Darim, și a intrat într-un exil auto-impus timp de 20 de ani. Altaïr se reîntoarce într-un final la Masyaf, îl omoară pe Abbas, și devine din nou lider al Asasinilor. Înainte să-l omoare, Altaïr îi spune lui Abbas adevărul despre moartea tatălui său. Ani mai târziu, un Altaïr bătrân își incorporează amintirile în cele cinci chei, pe care i le înmânează lui Niccoló.
La Constantinopol, Ezio descoperă că Ahmet l-a omorât pe Yusuf și a răpit-o pe Sofia, cerând cheile în schimbul vieții ei. Ezio acceptă, dar îl urmărește imediat după ce se asigură că Sofia este în siguranță. El recuperează cheile, dar înainte să se confrunte cu Ahmet, Selim ajunge cu armata sa și îl omoară el însuși pe Ahmet, după ce spune că tatăl lor "a făcut alegerea." Din cauza implicării lui Suleiman, Selim îl lasă pe Ezio să părăsească Constantinopolul, avertizându-l să nu se mai întoarcă niciodată. După completarea acestei amintiri, Animusul începe să șteargă surplusul de date—inclusiv Insula Animus. 16 se sacrifică pentru ca Desmond să nu fie eliminat de către Animus.
Ezio și Sofia se întorc la Masyaf, unde Ezio folosește cheile pentru a deschide biblioteca lui Altaïr. El o găsește pustie, cu excepția scheletului lui Altaïr și o șasea cheie. El descoperă că biblioteca nu era menită să depoziteze cărți—ci mai degrabă Mărul din Eden. Cu ajutorul cheii, Ezio află că Altaïr s-a închis înăuntru pentru păstra secretul departe de Templieri. Ezio lasă Mărul în bibliotecă, spunând "Am văzut destule pentru o viață." Apoi, el începe să vorbească direct cu Desmond, neștiind exact cine (sau unde) este el, dar știind că îl privește. În timp ce vorbește cu el, își lasă armele jos, și îi spune lui Desmond că realizează că el este "mesagerul". El își exprimă speranța că Desmond va reuși să găsească răspunsurile acolo unde nici el, nici Altaïr nu au reușit să le găsească.
Deodată, Desmond este abordat de Jupiter, membru al Primei Civilizații. El explică că Prima Civilizație a construit numeroase seifuri pentru a studia metodele de salvare a planetei în cazul unui cataclism. Toate informațiile adunate au fost transmise la seiful central, unde au fost testate. Cu toate acestea, niciuna dintre metode nu a funcționat, și nu au reușit să oprească explozia solară din a le distruge civilizația. Jupiter îi arată lui Desmond locația seifului central, care pare a fi undeva în New York, și îi spune că trebuie să salveze planeta de la a doua explozie solară iminentă.
După ce îi aude vorbele lui Jupiter, Desmond se trezește din comă și îi vede pe Rebecca și William, care stau lângă el, împreună cu Shaun, întors de la Roma. Desmond le spune că știe ce au de făcut acum; între timp, seiful central se activează în subterane.

#### Assassin's Creed III
Desmond, William, Rebecca și Shaun găsesc Templul într-o peșteră din New York și intră în el cu ajutorul Mărului din Eden. După ce activează parțial templul, Juno începe să comunice cu Desmond. Desmond intră în Animus, unde influența lui Juno îl face să retrăiască viața strămoșului său din Anglia anului 1754: Marele Maestru Templier, Haytham Kenway.
Haytham asasinează un nobil la Opera Regală din Londra și fură un medalion; Cheia camerei interne a Templului. Haytham este trimis către Coloniile Americane pentru a localiza Templul. În timp ce se află în Boston, el omoară un negustor de sclavi, eliberând un grup de mohicani, inclusiv o femeie pe nume Kaniehti:io. Ea îl ajută pe Haytham să găsească Templul doar dacă îl omoară pe Edward Braddock. Haytham și Kaniehti:io află că templul nu poate fi deschis cu ajutorul Cheii. Perechea dezvoltă o relație romantică în timpul petrecut împreună, din care se naște un băiat, Ratonhnhaké:ton. După aceea, povestea continuă cu copilăria lui Ratonhnhaké:ton, începând cu anul 1760. Mama sa moare în timpul unui atac asupra satului său; Ratonhnhaké:ton crede că acest atac a fost condus de Templierul Charles Lee. Ani mai târziu, Bătrânul satului îl informează pe tânărul Ratonhnhaké:ton că treaba tribului său este de a preveni descoperirea Templului. Bătrânul îi dăruiește o Sferă transparentă, care îi permite lui Juno să comunice cu el; ea îi spune despre importanța sa și îi arată simbolul Asasinilor. Simbolul îl conduce către Asasinul retras Achilles Davenport, care începe să-l antreneze pentru a deveni un asasin.
Achilles îi sugerează lui Ratonhnhaké:ton să-și schimbe numele în "Connor", pentru a putea să călătorească liber prin Colonii. În timp ce căuta provizii prin Boston, Connor este acuzat de Templieri pentru instigare la Masacrul din Boston. După câțiva ani, Connor omoară mai mulți Templieri și se implică în Războiul Revoluționar dintre Patrioți și Britanici. Connor se întâlnește cu tatăl său, iar cei doi formează o alianță temporară pentru a omorî un Templier. Mai târziu, Haytham descoperă o scrisoare în care se detaliază planul lui George Washington de a elimina populația indigenă, inclusiv tribul lui Connor, de la Frontieră pentru a preveni susținerea acestora pentru Loialiști. Connor se întoarce în satul său și află că Lee a recrutat mai mulți războinici mohicani pentru a se împotrivi Patrioților trimiși să-i omoare. Connor îi omoară pe acești mohicani, inclusiv pe prietenul său din copilărie, Kanen'tó:kon.
Între timp, Desmond este scos ocazional din Animus pentru a aduce surse de putere din Manhattan și Brazilia, necesare activării Templului, înainte ca Templierul Daniel Cross să le găsească. William însuși se duce după ultima sursă, dar este capturat de Templierii de la Abstergo. Desmond atacă clădirea, îl omoară pe Cross, dar și pe Warren Vidic și își salvează tatăl.
Connor este hotărât să-i elimine pe Templieri și speră să lucreze cu Haytham în scopul păcii și libertății. Cu toate acestea, Haytham rămâne convins de haosul libertății, dar și de necesitatea de a controla țara prin înlocuirea lui Washington cu Lee. Lee este discreditat de Washington datorită încercării de a sabota lupta și se refugiază în Fort George, New York. Connor se infiltrează în fort și se confruntă cu Haytham; ei se duelează, iar Connor îl omoară. Connor îl omoară, mai târziu, și pe Lee și recuperează Cheia. Odată ce Templierii Coloniști sunt eliminați, Connor se reîntoarce în satul său doar pentru a-l găsi gol, iar Sfera lăsată în urmă. Folosind-o, Juno îi spune unde să ascundă Cheia pentru a nu mai fi găsită; Connor îngroapă Cheia în mormântul fiului lui Achilles, Connor Davenport.
În 2012, Desmond recuperează Cheia și intră în Camera internă a Templului. Juno îl informează că activarea piedestalului va salva lumea, dar cu costul vieții sale. Minerva apare în fața sa și îi spune că acest plan o va elibera pe Juno, care era închisă în templu pentru a nu distruge umanitatea. Juno și Minerva îi explică că dacă erupția solară are loc, Desmond va fi unul dintre puținii supraviețuitori într-o lume postapocaliptică. După ce Desmond moare, el va fi venerat ca un zeu, iar moștenirea sa va fi manipulată pentru a controla viitoarele generații, resetând ciclul. Desmond alege să se sacrifice pentru a salva umanitatea și pentru a le da oportunitatea de a se lupta cu Juno. William, Shaun și Rebecca părăsesc templul după ce Desmond activează piedestalul; o aureolă globală protejează planeta de erupția solară. Juno laudă decizia făcută de Desmond și spune că este timpul ca partea ei să înceapă.
Într-un epilog, Connor incendiază portretele Templierilor din moșia Davenport, acest lucru marcând sfârșitul călătoriei sale. În plus, reîntoarcerea sa în satul său este detaliată mai târziu, arătându-se că a vorbit cu un vânător acolo, care i-a spus că pământul a fost vândut coloniștilor pentru a se stabili datoriile de război ale Statelor Unite. Connor călătorește până la digul din New York, unde este martor la plecarea pentru totdeauna a ultimilor britanici din America. Cu toate acestea, el observă semne ale comerțului cu sclavi în națiunea nou-formată, chiar lângă digul plin de cetățeni care aplaudă plecarea britanicilor, semn că nu toți oamenii vor fi liberi.
După aceea, o voce din prezent îl îndrumă pe ascultător în găsirea unor anumite 'puncte de pivot', împrăștiate prin Coloniile Americane. Odată colectate, vocea îi felicită și îi informează că s-au conectat la cloud.

#### Assassin's Creed IV: Black Flag
Mostre preluate din corpul lui Desmond Miles imediat după moartea acestuia i-au permis lui Abstergo Industries să continue explorarea memoriilor sale, folosind noile abilități de stocare ale Animusului. Personajul-jucător este angajat de Abstergo Entertainment, cu sediul la Montréal, să cerceteze memoriile lui Edward Kenway, un pirat al secolului 18, tatăl lui Haytham Kenway și bunic al lui Ratonhnhaké:ton. Aparent, acest lucru are ca scop colectarea informațiilor pentru un film interactiv, dar, de fapt, Abstergo—Templierii prezentului—caută o structură a Primei Civilizații, cunoscută ca Observatorul, și folosesc memoriile lui Edward Kenway pentru a o găsi.
Ca și Kenway, jucătorul trebuie să deslușească o conspirație dintre Templierii Imperiului Britanic și Spaniol care, sub pretextul că vor să elimine pirateria din Caraibe, și-au folosit statutul pentru a-l găsi pe Înțelept—mai târziu dezvăluit ca Bartholomew Roberts—care este singurul om care îi poate conduce către Observator, un aparat al Primei Civilizații care poate monitoriza pe oricine, oriunde în lume, dacă este obținută o mostră de sânge a acestuia, pe care ei intenționează să-l folosească pentru a spiona și șantaja liderii lumii. Kenway devine, neintenționat, o verigă în această poveste, după ce asasinează un Asasin dispărut, Duncan Walpole. Văzând o oportunitate pentru profit, Kenway își asumă rolul lui Walpole la o întâlnire a Templierilor în Havana, unde îl întâlnește pe Woodes Rogers, dar și pe Guvernatorul Cubei și Marele Maestru Templier, Laureano de Torres y Ayala. Nesăbuința sa pune în pericol întreaga Frăție a Asasinilor, ceea ce îl face să îl urmărească pe Înțelept și pe conspiratori din peninsula Yucatán până în Jamaica, iar, în cele din urmă, Roberts este prins de Kenway pe insula Príncipe, de lângă coasta africană.
Între timp, un grup de pirați notorii—inclusiv Edward "Barbă Neagră" Thatch, Benjamin Hornigold și Charles Vane, visează la o lume unde omul este liber să trăiască fără a se îngrijora de regi și conducători. Cu ajutorul lui Kenway, ei preiau controlul orașului Nassau și stabilesc o Republică a Piraților. Cu toate acestea, guvernarea proastă, lipsa economiei și izbucnirea unei boli aduc statul piraților foarte aproape de prăbușire, fondatorii împărțindu-se în două tabere. Kenway încearcă să rezolve disputa, dar este prea târziu pentru a-i mai opri pe Templieri din a profita de această situație.
În cele din urmă, Kenway și Roberts descoperă locația Observatorului și găsesc artefactul care îl alimentează, dar Kenway este trădat de Roberts în ultimul moment. După puțin timp petrecut în închisoare pentru piraterie, Edward scapă cu ajutorul lui Ah Tabai, Mentor Asasin, și alege să se alăture Frăției. Urmărindu-l pe Roberts, dar și pe conspiratorii Templieri, Kenway recuperează artefactul și îl duce înapoi la Observator, sigilându-l pentru totdeauna. El ajunge într-o ipostaza în care viitorul său este nesigur, fiind condamnat din nou, dar primește o scrisoare în care află de moartea soției sale, dar și de sosirea iminentă a fiicei sale, Jennifer Scott. Kenway se întoarce în Anglia, promițându-i lui Ah Tabai că se va reîntoarce într-o zi pentru a continua lupta împotriva Templierilor. Câțiva ani mai târziu, Kenway, Jennifer (folosindu-i prenumele mamei sale în memoria ei) și băiatul cel mic al lui Kenway, Haytham, se pregătesc să urmărească o piesă într-un teatru din Anglia.
În prezent, jucătorul este contactat de John, manager la Abstergo Entertainment. John îl convinge pe jucător că angajații știu mai mult decât par să arate și îl încurajează să investigheze mai amănunțit. El îl convinge pe jucător să intre în diferite terminale și camere de supraveghere ale Animusului și să ducă informațiile preluate la Shaun Hastings și Rebecca Crane, care lucrează sub acoperire și încearcă să se infiltreze în Abstergo. Când compania se închide din cauza descoperiri ilegalității survenite, John aranjează ca jucătorul să acceseze nucleul Animusului, moment în care Juno apare într-o formă imaterială. Ea dezvăluie că, cu toate că era necesar ca templul ei să fie deschis pentru a evita dezastrul, lumea nu era pregătită pentru ea și că este incapabilă să afecteze sau să controleze personajul-jucător, cum intenționau supușii ei. John este dezvăluit ca un încarnat al Înțeleptului și încearcă să-l omoare pe jucător pentru a mușamaliza încercarea eșuată de a o învia pe Juno, dar este omorât de forțele de securitate înainte să facă acest lucru, implicându-l, în acest fel, pe el în intrarea ilegală în rețea. Ca și Roberts, Înțeleptul admite, în fața lui Kenway, că el nu lucrează nici pentru Asasini, nici pentru Templieri, și, în schimb, profită de amândouă tabere pentru a-și duce la capăt îndatoririle. Cu Înțeleptul mort, jucătorul este contactat de către Asasini în timp ce aceștia își continuă infiltrarea în Abstergo, dar nicio parte nu poate explica prezența Înțeleptului sau a Instrumentelor Primei Civilizații.

#### Assassin's Creed Rogue
Povestea din prezent începe la un an după evenimentele din Black Flag, cu un jucător-personaj anonim care lucrează pentru Abstergo Entertainment. În timp ce acesta retrăiește memoriile lui Shay Patrick Cormac, un Asasin ce operează în Atlanticul de Nord în timpul Războiului Franco-Indian, ei găsesc, neintenționat, un fișier ce corupe severele Absergo. Clădirea este închisă, iar jucătorul este recrutat de Melanie Lemay pentru a continua explorarea memoriilor lui Cormac, cu intenția de a curăța sistemul.
Cormac este un personaj nou în Frăția Asasinilor, superiorul său fiind Achilles Davenport. Achilles vede potențial în el, dar Cormac devine insuportabil. Crezând că dacă va avea un rol mai important în Frăție el va deveni un Asasin mai bun, Achilles îl pune pe Cormac la cârma noii sale nave, Morrígan, după care îl trimite să urmărească un Templier care încearcă să descifreze un artefact Precursor ce conține locațiile anumitor Piese ale Edenului. Artefactul, o cutie din lemn, a fost furat de la Asasini în urma unui cutremur puternic, ce a avut loc în Haiti cu câțiva ani în urmă. Cu ajutorul lui Benjamin Franklin, o Piesă este localizată în Lisabona, iar Cormac este trimis să o recupereze.
Cu toate acestea, Cormac începe să pună la îndoială motivele Asasinilor și nu este satisfăcut după ce îl asasinează pe Lawrence Washington, care era deja muribund din cauza tuberculozei. Călătorește la Lisabona, unde recuperează Piesa Edenului, care declanșează un cutremur ce distruge orașul. Amintindu-și de evenimentele similare din Haiti, Cormac este îngrozit după ce află că Achilles și Asasinii intenționează să găsească restul de Piese ale Edenului. Cormac fură un manuscris necesar găsirii artefactului și fuge, în timp ce Asasinii îl urmăresc. Confruntat pe marginea unei prăpastii, el decide să se sinucidă și să îngroape manuscrisul în apele Atlanticului, decât ca acesta să ajungă în mâinile Asasinilor. Imediat după ce sare, Louis-Joseph Gaultier de La Vérendrye îl împușcă în spate, cu toate că Shay crede că prietenul său cel mai bun, Liam, a făcut-o.
Cormac este salvat de o navă aflată în trecere și dus la New York. Odată ce ajunge acolo, el își folosește abilitățile învățate de la Asasini pentru a curăța orașul de bandele criminale. Acțiunile sale îi atrag atenția lui George Monro, guvernatorul orașului, care îi oferă lui Cormac șansa de a reconstrui orașul. Îndatorat lui Monro, Cormac ajută Armata Britanică în campaniile sale împotriva francezilor și descoperă că oamenii lui Achilles îi ajută pe francezi. Monro este dezvăluit ca fiind Templier și, în ciuda trecutului lui Cormac, îi oferă un loc în Ordin. Cormac acceptă, dar Monro este omorât la puțin timp după, în timpul unui asediu asupra unui fort britanic. Cormac este introdus apoi în Ordin de către Marele Maestru Templier, Haytham Kenway.
Cormac îi dezvăluie lui Kenway că Piesele Edenului căutate de Asasini nu sunt folosite ca și arme, ci ca să țină lumea laolaltă, și jură să-și oprească foștii aliați înainte ca aceștia să cauzeze altă catastrofă. Eforturile sale duc la moarte a mai multor membrii din Frăție, până când mai rămân doar Achilles și Liam. După ce află că cei doi se duc către un templu Precursor, el începe să-i urmărească. Înăuntrul templului, Haytham și Cormac se confruntă cu Achilles și Liam, iar încercările lui Achilles de a evita vărsarea de sânge îl fac pe Liam să distrugă neintenționat Piesa Edenului, cauzând un nou cutremur. În timp ce Haytham îl urmărește pe Achilles, Cormac și Liam se luptă în templu, iar lupta se încheie atunci când Cormac își omoară fostul prieten. El ajunge la Haytham la timp și îl convinge să-l cruțe pe Achilles, spunându-i că mărturia sa îi va opri pe ceilalți Asasini din căutarea celorlalte temple ale Precursorilor. Cu toate acestea, Haytham îl schilodește pe Achilles, împușcându-l în genunchi.
Cu Frăția Asasinilor din America colonială aproape distrusă, Cormac este trimis să localizeze artefactul care a fost folosit pentru a găsi Piesa Edenului, deoarece Achilles l-a înmânat altor Asasini înainte de călătoria sa spre templul Precursor. După douăzeci de ani, Cormac se află la Versailles, unde descoperă că artefactul se află în mâinile lui Charles Dorian; tatăl lui Arno, protagonistul din Assassin's Creed Unity. Cormac îl omoară pe Charles și intră în posesia artefactului, făcându-i în ciudă omului muribund că, cu toate că Revoluția Americană s-a terminat cu victoria Templierilor, o nouă revoluție poate schimba lucrurile.
În prezent, jucătorul încheie memoriile lui Cormac. Sub conducerea lui Otso Berg, un lider Templier, ei le încarcă în rețeaua Asasinilor, dezvăluind cât de aproape a fost Achilles Davenport de a distruge lumea. Rezultatul este cel dorit, iar Asasinii sunt aruncați în dizgrație și, precum este arătat în Assassin's Creed Unity, aceștia se răzbună prin accesarea fișierelor Abstergo și distrugerea tuturor mostrelor Precursorilor, precum și prin deteriorarea serverelor. Dorind să fie premiat, jucătorului îi este dat de ales; să se alăture Ordinului Templier sau să moară. Jocul se încheie înainte ca jucătorul să-și facă alegerea.

#### Assassin's Creed Unity
"Inițiatul" este un jucător al Helix-ului, un aparat produs de Abstergo, care permite accesul la diferite memorii genetice.
Povestea începe cu jucătorul într-o memorie ce are loc în timpul asediului Templului din Paris, în anul 1307, atunci când Marele Maestru al Templierilor, Jacques de Molay, este capturat. În timpul asediului, de Molay îi înmânează unui Templier o sabie și o carte, obiecte pe care Templierul le ascunde într-o criptă, cu puțin timp înainte ca să fie ucis de un Asasin. Memoria derulează apoi către moartea pe rug a lui Molay, atunci când acesta îl blesteamă pe regele Filip al IV-lea cel Frumos și pe Papa Clement al V-lea.
În acel moment, Bishop, care face parte din Frăția Asasinilor, încheie memoria și îl roagă pe jucător să devină inițiat al lor. Bishop are și un videoclip făcut de Abstergo, în care se vorbește despre capturarea unui anumit personaj, Sage ("Înțeleptul"), ce conține ADN precursor (care este un triplu helix). Tot în acel videoclip, Abstergo vorbește și despre Phoenix Project; un proiect în care Abstergo speră să alcătuiască un întreg genom precursor, din motive necunoscute. Bishop îi garantează acces la un alt fragment de memorie, cu misiunea de a localiza un alt Înțelept, al cărui cadavru ei speră să-l recupereze.
Memoria reîncepe la Versailles în anul 1776, unde Arno Dorian, fiul unui nobil francez, o întâlnește pe Elise De La Serre, fiica Marelui Maestru al Templierilor. După ce tatăl lui Arno este ucis, Marele Maestru De La Serre îl înfiază pe Arno, în ciuda faptului că el știa că tatăl său a fost un Asasin; informație pe care Arno nu o cunoaște. Povestea continuă 13 ani mai târziu, la inițierea lui Elise în Ordinul Templierilor, în anul 1789. Arno este trimis să-i livreze un mesaj dl. De La Serre, dar îl plasează în biroul acestuia pentru a se întâlni cu Elise. După ce se întâlnește cu ea, Arno se furișează afară și îl găsește pe dl. De La Serre omorât în curtea palatului. Arno, acuzat pe nedrept de omorârea lui De La Serre, este capturat de gărzi și închis la Bastilia. Acolo, el găsește niște desene pe pereți și, cu ajutorul abilităților de a lupta, îl impresionează pe Asasinul Bellec. După ce Arno și Bellec evadează în timpul Căderii Bastiliei, Bellec îl invită pe Arno să se alăture Frăției Asasinilor.
Arno se întoarce acasă, unde este gonit de Elise, care îi spune lui Arno că scrisoarea pe care trebuia să i-o trimită tatălui ei era un avertisment despre cei care îi voiau moartea, dar îi mai spune și că ea aparține Ordinului Templierilor. Arno se alătură Frăției asasinilor, unde imploră oportunitatea de a-i găsi și asasina pe Templierii implicați în moartea lui De La Serre, inclusiv pe Le Roi des Thunes ("Regele Cerșetorilor"). Cererea sa este acceptată de către Mirabeau, care încercase să obțină pacea dintre Frăție și Ordin împreună cu De La Serre. În timpul investigației, Arno îl salvează pe François-Thomas Germain, un argintar ținut prizonier de către Marele Maestru al Templierilor, Lafreniere. După ce-l omoară pe Lafreniere, care era, de fapt, cel care a scris scrisoarea pentru De La Serre, Arno se întâlnește cu Elise și realizează că Germain este Înțeleptul, dar și cel care a ordonat omorârea lui De La Serre. Consiliul Frăției începe să-i pună la îndoială loialitatea lui Arno, datorită repezelii cu care dorește să-l găsească pe asasinul lui De La Serre.
Realizând că planul lui Germain este de a stârni o revoltă împotriva Regelui Franței, Arno asasinează încă doi oameni, un ofițer ce organiza o revoltă a prizonierilor (căpitanul Frederic Rouille) și unul care strângea mâncare (negustorul Marie Levesque) pentru a da impresia că nobilitatea risipea resurse în timp ce Franța era înfometată. Arno se întâlnește și cu Napoleon Bonaparte, ofițer de artilerie, în timp ce căuta scrisori de la mentorul său, Mirabeau, pentru regele Ludovic, prin Palatul Tuileries, scrisori pe care Templierii le pot folosi ca scuză pentru a-i elimina pe toți Asasini din Franța. Bonaparte l-a ajutat, la ceva timp după, să-l asasineze pe căpitanul Rouille, pe care l-a servit în timpul Masacrelor din Septembrie 1792. În tot acest timp, Arno o salvează pe Elise și o convinge să se alieze cu Frăția, deoarece și trupele ei au fost omorâte de Înțelept. Mirabeau acceptă, sperând să fie favorizat de următorul Mare Maestru al Templierilor, dar este omorât de către Bellec, care intenționează să-i elimine pe toți liderii Asasini, pentru a fi de acord cu ideologiile Templierilor. Refuzând să i se alăture, Arno îl omoară pe Bellec, și scapă de revolte și de asasinarea lui Levesque la puțin timp după, și pleacă cu Elise într-un balon cu aer cald. Arno îi spune lui Elise că încă o iubește.
Cu Revoluția în plină desfășurare, Arno îl urmărește pe Germain până la execuția lui Ludovic al XVI-lea, dar alege să rămână și să o protejeze pe Elise, decât să-l urmărească pe el. Elise îl respinge pentru decizia făcută, iar Arno este exilat din Frăție pentru ignorare de ordine din cauza motivelor personale, ceea ce îl face să intre într-o depresie alcoolică. Arno stagnează pentru câteva luni, dar este găsit la Versailles de către Elise, care îl convine să se reîntoarcă, deoarece Parisul este pe cale de distrugere, în timpul Domniei Terorii. Arno se întoarce la Paris unde, cu ajutorul lui Elise, compromite reputația lui Maximilien de Robespierre, pe care Germain, acum Mare Maestru al Templierilor, l-a desemnat pentru a menține haos în timpul de revoluție. După ce Arno și Elise îl găsesc pe Robespierre, care s-a încuiat în birou pentru a se feri de arestare, Elise îl împușcă pe Robespierre în falcă și îl pune să scrie locația lui Germain.
Arno se confruntă cu Germain în vârful Templului, doar pentru a afla că el are acum Sabia Edenului. Lupta se termină, eventual, în aceeași criptă în care a început jocul, unde Arno îl atacă pe Germain, dar, imediat după aceea, este prins sub dărâmături. Elise încearcă, la început, să-l scoată pe Arno de sub dărâmături, dar nu reușește, și se duce să-l confrunte pe Germain singură. Arno reușeste să se elibereze și fuge pentru a o proteja pe Elise de Sabie, ce urma să explodeze, dar această explozie o omoară pe Elise și îl rănește mortal pe Germain. Arno îl omoară, apoi, pe Germain, care îi confirmă că el este Înțeleptul și că dorința lui era de a-i elimina pe toți cei din Ordinul Templier care au uitat de învățăturile lui de Molay.
Jocul se încheie cu Arno care explică că ideile sale despre Frăție s-au schimbat și că promite să vegheze asupra Parisului, precum și că o să păstreze memoria lui Elise în viață. Ani mai târziu, Arno, devenind Maestru Asasin, recuperează trupul lui Germain din Templu și îl plasează în Catacombele Parisului. Bishop, ușurată că a aflat acest lucru, este acum încrezătoare că Abstergo nu-l va găsi.

#### Assassin's Creed Syndicate
În prezent, un inițiat al Asasinilor este contactat de Bishop din Frăția Asasinilor, și este însărcinat cu aflarea memoriilor a doi Asasini gemeni, Jacob și Evie Frye, și cu găsirea unei Piese a Edenului ascunsă în Londra. Între timp, Rebecca Crane și Shaun Hastings s-au infiltrat într-un edificiu Abstergo și, nerespectând ordinele primite, decid să spioneze o întâlnire secretă a Templierilor.
În 1868, Henry Green—numele lui adevărat fiind Jayadeep Mir, fiu al unui Asasin indian, Arbaaz Mir—scrie Frăției Asasinilor, cerând ajutor, explicând cum Ordinul Asasinilor a decăzut în Londra, lăsând orașul la mila Marelui Maestru al Templierilor, Crawford Starrick, care controlează atât industria Londrei, cât și lumea criminală a acesteia, și plănuiește să obțină controlul Marii Britanii, dar și al lumii. În afara Londrei, gemenii Frye își încep munca; Jacob asasinează un șef de fabrică corupt, Rupert Ferris, iar Evie se inflitrează într-un laborator deținut de David Brewster și ocultista Templieră Lucy Thorne. Înăuntru, Evie îl găsește pe Brewster făcând experimente pe o Piesă a Edenului și îl asasinează. Brewster îi spune că Starrick știe despre o a doua Piesă a Edenului, una mai puternică, timp în care prima devine instabilă și explodează, forțând-o pe Evie să fugă. Cu amândouă misiuni îndeplinite, gemenii Frye decid să nu se supună ordinelor date de Frăție și pleacă spre Londra. În prezent, Rebecca și Shaun spionează întâlnirea dintre Isabelle Ardant și Alavara Gramatica. Rebecca și Shaun încearcă să o captureze pe Isabelle, dar foștii lideri ai Sigma Team, precum și Maestrul-Templier Otso Berg, și Violet de Costa, sunt acolo pentru a-i prinde pe cei doi; aceștia sunt nevoiți să fugă.
Înapoi în trecut, gemenii Frye ajung în Londra și se întâlnesc cu Henry Green, veche cunoștință a tatălui lor. Cei doi au idei diferite despre cum să elibereze Londra, Jacob sugerând să se lupte direct cu Templierii, în timp ce Evie sfătuiește la găsirea Piesei Edenului mai întâi. Ei acceptă, până la urmă, să elibereze cartierele Londrei prin învingerea brigăzilor de criminali controlate de Templieri, sabotând afacerile controlate de aceștia, asasinând membrii importanți ai Ordinului, dar și prin formarea unei brigăzi proprii, numită "the Rooks" (Escrocii). Pe parcursul jocului, ei primesc ajutor din partea a diferite personaje: Charles Dickens, Frederick Abberline, Alexander Graham Bell, Florence Nightingale, Edward Hodson Bayley și un tânăr Arthur Conan Doyle.
Jacob decide să investigheze misteriosul "Soothing Syrup", pe care Starrick îl distribuie prin toată Londra și otrăvește, încetul cu încetul, populația. El îl întâlnește pe Charles Darwin, care investighează și el, la rândul lui, siropul. Împreună, ei distrug fabrica care produce siropul și îl interoghează pe Richard Owen, care îi informează că John Elliotson producea siropul. Jacob și Darwin se îndreaptă, apoi, către azilul Lambeth, unde Jacob îl asasinează pe Elliotson. În continuare, Jacob decide să o asiste pe Pearl Attaway, unul dintre competitorii lui Starrick în afacerea cu siropul. El îi sabotează compania și îi asasinează șeful, pe Malcolm Millner. Cu toate acestea, Millner îl avertizează pe Jacob că Starrick și Attaway sunt veri și că Attaway face parte din Ordinul Templierilor, după care Jacob îl asasinează pe Attaway. Jacob află, apoi, că bancherul Templier Philip Twopenny plănuiește să jefuiască rezerva de aur a Băncii Angliei. Cu ajutorul lui Abberline, Jacob intră în Bancă și-l asasinează pe Twopenny. Jacob se îndreaptă, apoi, către Parlament pentru a preveni un plan de asasinare al prim-ministrului britanic, Benjamin Disraeli, care încearcă aprobarea legii Corrupt Practices Act. Jacob asasinează creierul acțiunii, adică pe James Brudenell, lord de Cardigan. Jacob este, apoi, contactat de Maxwell Roth, liderul brigăzii Blighters, controlate de Templieri. Roth se oferă să-i trădeze pe Templieri și să formeze o alianță cu Escrocii, iar Jacob acceptă. După ce îl ajută pe Roth în câteva misiuni împotriva lui Starrick, Jacob rupe alianța dintre cei doi atunci când Roth îl păcălește să plaseze o bombă într-o clădire plină cu copii. Jacob se infiltrează în sediul lui Roth de la teatrul Alhambra și îl asasinează.
Între timp, Evie, căutând Piesa Edenului, reușește să fure un jurnal al Asasinilor de la Thorne. Analizând jurnalul, Evie descoperă că acesta se referă la Giulgiul Edenului, una dintre Piesele Edenului, care poate vindeca orice rană. Ea urmărește indiciile până la casa lui Edward Kenway, unde găsește o hartă cu locațiile tuturor seifurilor ascunse din Londra. Evie trece, în investigația sa, prin locuri faimoase, precum Monumentul Marelui Incendiu din Londra și Catedrala Sf. Paul. Ea obține cheia necesară pentru deschiderea seifului în care se află Giulgiul, dar este furată de către Thorne. Evie se îndreaptă apoi către Turnul Londrei, unde este localizat seiful și o asasinează pe Thorne. Aceasta îi spune că Giulgiul nu se află în Turn și că Asasinii nu au nicio idee cât de puternic este acest Giulgiu, după care moare. Green crede că adevăratul seif este ascuns înăuntrul Palatului Buckingham, și îi cere ajutorul maharajahului Duleep Singh în găsirea schematicii clădirii. Din nefericire, Templierii reușesc să găsească primii schematica. Pe lângă căutarea Giulgiului, Evie ajută și la îndreptarea consecințelor neintenționate ale asasinărilor lui Jacob, precum deficitul de medicamente și inflația. 
Cu toți subalternii morți, Starrick decide să obțină Giulgiul personal. Jacob și Evie ajung, apoi, să se certe, pe de o parte pentru nechibzuința lui Jacob și, pe de altă parte, pentru aparenta inerție a lui Evie. Henry îi avertizează pe gemeni că Starrick plănuiește să intre în Palatul Buckingham pentru a fura Giulgiul, dar și pentru a-i omorî pe toți șefii de stat și de biserică ai Marii Britanii. Cei doi gemeni Frye acceptă să lucreze împreună pentru a-l opri pe Starrick înainte de a se despărți. Gemenii se infiltrează într-un bal ținut la palat, unde o întâlnesc pe regina Victoria, dar și pe Starrick însuși. Starrick ajunge înaintea lor la seif și obține Giulgiul, care îi garantează puteri supraomenești și regenerare a vieții. Lucrând împreună, gemenii Frye reușesc să-l înfrângă și să-l omoare pe Starrick. După luptă, Jacob și Evie înapoiază Giulgiul în seif, se împacă, și acceptă să lucreze împreună în continuare. În semn de recunoaștere, regina Victoria le dăruiește Ordinul Cavaleresc lor și lui Green. 
În prezent, cu locația Giulgiului confirmată, Shaun, Rebecca și Galina se îndreaptă către seif. Din păcate, Templierii ajung acolo înaintea lor, și, în ciuda ambuscadei Asasinilor, Templierii reușesc să fugă cu Giulgiul, iar Rebecca este împușcată și rănită. Prin hăcuirea calculatorului lui Isabelle, Asasinii află că Templierii plănuiesc să folosească Giulgiul pentru a crea un Precursor în viață. Înregistrarea mai arată și că Juno plănuiește să manipuleze Abstergo din umbră, dar și că Ea are planurile ei proprii cu Giulgiul.

#### Assassin's Creed Origins
Povestea are loc în Egiptul Ptolemeic și urmărește un bărbat Medjay pe nume Bayek, a cărui luptă în a-și proteja poporul îl conduce spre formarea Ordinului Secret al Asasinilor, jocul explorând originea conflictului cu Cavalerii Templieri, și servește ca prequel pentru întreaga serie. Detalii despre povestea din prezent au rămas nedezvăluite.
În februarie 2016, Ubisoft a anunțat că nu vor lansa un joc nou în 2016 pentru a "face o pauză și a [re-examina] franciza Assassin’s Creed... [și pentru a folosi] anul în îmbunătățirea mecanicilor de joc și pentru a ne asigura că furnizăm un Assassin’s Creed ofertant, unic, și cu experiențe memorabile". Comentând pe această decizie, Guillemot a spus că "Ubisoft a început să să-și pună întrebări în legătură cu seria lansată anuală odată cu Assassin's Creed Unity, dar și odată cu "lansarea mai slabă decât era de așteptat" a lui Assassin's Creed Syndicate. Guillemot a adăugat că "prin decizia de a nu lansa anual un nou joc al seriei, echipele responsabile de Assassin's Creed vor avea la dispoziție mai mult timp pentru a profita de avantajul noilor motoare [de joc] și tehnologii". Într-un interviu, Ashraf Ismail, regizor la Assassin's Creed IV: Black Flag, a comentat faptul că el și echipa ar fi interesați în crearea unui joc Assassin's Creed cu cadrul în Egiptul Antic, dar și faptul că o protagonistă nu ar fi o imposibilitate pentru serie. În mai 2017, Ubisoft a confirmat că Assassin's Creed Origins se află în stadiul de dezvoltare. În iunie 2017, a fost anunțat că jocul va avea loc în Egiptul Ptolemeic. Este programat ca jocul să se lanseze internațional pe 27 octombrie 2017, pentru platformele PlayStation 4, Xbox One și Windows.

#### Assassin's Creed Odyssey
Acțiunea jocului are loc în timpul războiului peloponesiac dintre Atena și Sparta, la apogeul Greciei clasice. Jucătorii pot alege între doi protagoniști jucabili; Alexios și Kassandra, și încep o misiune în care descoperă misterele familiei, precum și în care vor distruge o organizație proto-Templieră; Cultul lui Kosmos.
Assassin's Creed Odyssey a fost "leak"-uit în mai 2018 de site-ul francez Jeuxvideo și a fost anunțat pentru prima oară la E3 2018. Jocul a fost lansat în data de 5 octombrie 2018 pentru Microsoft Windows, PlayStation 4 și Xbox One.

#### Assassin's Creed Valhalla
Assassin's Creed Valhalla a fost inițial anunțat că va fi lansat pe 17 noiembrie 2020, înainte de a confirma ulterior că data lansării a fost avansată la 10 noiembrie 2020, astfel încât jocul să poată fi disponibil la lansarea Xbox Series X / S. Jocul a fost lansat pentru Xbox Series X / S, Microsoft Windows, Xbox One, Stadia, PlayStation 4 și PlayStation 5. Este, de asemenea, primul titlu Assassin's Creed pentru următoarea generație de console, Xbox Series X / S și PlayStation 5. Ashraf Ismail a spus că Valhalla reprezintă jocul „pilot” al Ubisoft pentru aceste sisteme de nouă generație și a fost dezvoltat pentru a profita de timpul de încărcare mai rapid pe care îl oferă noile console. Au fost lansate patru ediții ale jocului: o ediție standard, o ediție „Gold” cu un abonament "Season Pass" la pachet, o ediție „Valhalla” ce adaugă diverse personalizări în joc și o ediție „Ragnarok” care oferă un steelbook și o statuetă. Jucătorii de pe Xbox One sau PlayStation 4 își pot actualiza jocul la versiunea de următoare generație de pe platforma lor, fără costuri suplimentare.
În anul 873 d.Hr., războaiele și aglomerația îl fac pe Eivor și clanul acestuia să părăsească Norvegia. Ei se stabilesc în Anglia medievală ca parte a expansiunii vikinge în Europa. Acest lucru îi aduce în conflict cu regatele anglo-saxone ale Wessex-ului, Northumbriei, Angliei de Est și Merciei. Clanul lui Eivor va da piept cu forțele conduse de liderii acestora, inclusiv cu cele ale lui Alfred cel Mare, conducătorul regatului Wessex. În acest timp, Eivor îi întâlnește pe Cei Ascunși și se alătură luptei acestora contra Ordinului Anticilor. Orașele explorabile sunt Winchester, Londra și York. Părți din Norvegia sunt și ele incluse aici. La fel ca în jocurile anterioare din serie, Valhalla conține două fire narative, cea din prezent urmărind-o pe Layla Hassan, un personaj apărut anterior în Origins și Odyssey. Valhalla  conține elemente de poveste legate de Isu, o civilizație avansată care predatează omenirea și care este prezentă în fiecare joc din seria Assassin's Creed.
Ubisoft a lansat o misiune exclusivă intitulată The Legend of Beowulf pentru jucătorii care au precomandat jocul. Conținut suplimentar post-lansare va fi disponibil printr-un abonament de sezon "Season Pass". Pe 13 mai 2021, a fost lansată misiunea Wrath of The Druids (Mânia druizilor), care îl duce pe jucător în Irlanda pentru a ucide un cult al druizilor numit Copiii lui Danu. Cea de-a doua misiune ce urmează să fie lansată se numește The Siege of Paris (Asediul Parisului)
În plus, Ubisoft va lansa o versiune ”Discovery Tour” a jocului, similară cu versiunile lansate pentru Origins și Odyssey, care va permite jucătorilor să exploreze lumea jocului într-o manieră educativă.

#### Assassin's Creed Mirage
-

#### Assassin's Creed Red
-

### Alte jocuri

#### Assassin's Creed: Altaïr's Chronicles
Altaïr Ibn-La'Ahad este trimis într-o misiune de către Ordinul Asasinilor pentru a recupera un Pocal din mâinile Templierilor și Sarazinilor. Altaïr găsește trei chei magice, după care călătorește la Ierusalim pentru a se confrunta cu liderul Templierilor, Basilisk. Acolo, el află că Pocalul nu este un obiect, ci o femeie pe nume Adha, care dezvăluie că Altaïr a fost trădat de un asasin pe nume Harash, care acum este de partea Templierilor. După ce îi omoară pe Harash și Basilisk, Altaïr încearcă să o salveze pe Adha, care este ținută în captivitate, dar ajunge prea târziu. Jocul se încheie cu Adha care se îndepărtează pe mare și cu Altaïr care rămâne în Țara Sfântă.

#### Assassin's Creed: Bloodlines
Altaïr călătorește în Cipru pentru a asasina ultimii Templieri de acolo. Aici, Altaïr se întâlnește din nou cu Maria și ei călătoresc împreună pentru a-i omorî pe Templieri și află mai multe despre artefactul "Mărul din Eden" și despre misterioasa Arhivă Templieră, unde se spune că ar fi ascunse mai multe artefacte de genul. Altaïr reușește să-l omoare pe Marele Maestru Templier, Armand Bouchart, și pe soldații săi, dar conținuturile Arhivei au fost, se pare, luate din Cipru.

#### Assassin's Creed II: Discovery
După ce Girolamo Savonarola i-a furat Mărul din Eden, lui Ezio i se spune să se întâlnească cu Antonio, un alt Asasin. Ezio îl găsește pe Antonio împreună cu un alt om, pe nume Luis Santangel, care îl roagă pe Ezio să-i salveze prietenul, pe Christoffa Corombo, de la o presupusă capcană pusă la cale de Rodrigo Borgia. Ezio îl salvează pe Christoffa din capcană, și este informat că Asasinii din Spania sunt capturați și executați de Tomas Torquemada. Ezio, care simte că este de datoria să-i salveze pe Asasini, călătorește în Spania pentru a respinge Inchiziția de acolo. Pe drum, Ezio află că lui Torquemada i-au fost date ordinele din partea lui Rodrigo Borgia, care îl convinge pe Torquemada să creadă că aceasta e dorința lui Dumnezeu. Ezio află și că aliații săi apropiați, Luis Santangel și Raphael Sanchez, sunt și ei Asasini. Când se confruntă într-un final cu Torquemada, Ezio alege să nu-l omoare pe Torquemada, crezând că acesta a fost doar manipulat de Borgia și nu este un Templier. Ezio se întoarce apoi în Italia pentru a-și continua căutarea Mărului.

#### Assassin's Creed Rearmed
Assassin's Creed: Multiplayer Rearmed este un joc video multiplayer dezvoltat pentru iOS. Este singurul Assassin's Creed cu mod multiplayer ce este condus de o valută virtuală. Țelul este de a asasina țintele cerute și de a nu muri asasinat de vânători. Jucătorul poate cumpăra iteme adiționale, personaje și abilități, dar se poate lupta cu prieteni și inamici de pe tot globul, într-un mod multiplayer online de 4 jucători. Jucătorii se pot conecta prin Game Center folosind WI-FI sau 3G. Este posibil și jocul împotriva cuiva din apropiere, prin Bluetooth. Locațiile disponibile în joc includ: Ierusalim, San Donato, Veneția și Alhambra.

#### Assassin's Creed: Recollection
Assassin's Creed: Recollection este un joc de societate dezvoltat pentru iOS. Jocul livrează o nouă experiență din lumea Assassin's Creed, în care fanii și noii jucători de asemenea, se înfruntă în bătălii politice și istorice cu personaje și locații din serie. Jucătorii pot debloca și o colecție de benzi desenate. Jocul conține 280 de Amintiri, ce conectează personajele din Assassin's Creed II și Assassin's Creed: Brotherhood. Povestea din modul single-player are peste 10 ore de gameplay, 20 de misiuni având loc de la Barcelona până la Constantinopol, iar 10 sunt misiuni-provocări. În modul Versus, jucătorii își pot provoca prietenii și persoane din întreaga lume, folosindu-și strategiile unii împotriva celorlalți. Jocul suportă Game Center, permițându-le jucătorilor să urmărească realizările, să-și provoace prietenii și persoanele din întreaga lume. Galeria de Artă conține o serie de benzi desenate ce prezintă designul personajelor și locațiilor din întreaga franciză (Assassin's Creed, Assassin's Creed II, Assassin's Creed: Brotherhood, Assassin's Creed: Revelations și Assassin's Creed III). Prin intermediul App Store-ului, jucătorii au posibilitatea de a cumpăra Pachete pentru valuta din joc, Credite Animus, sau să cumpere/vândă Amintiri de la/spre alți jucători de pe iOS. Scurtmetrajul Assassin's Creed: Embers este și el prezent în joc.

#### Assassin's Creed III: Liberation
Un titlu original Assassin's Creed pentru PlayStation Vita a fost anunțat că se află în stadiul de dezvoltare la Gamescom 2011, și va avea o poveste nouă și personaje noi. Pe 4 iunie 2012 la E3, Liberation a fost anunțat oficial. Protagonista este o femeie creolă, pe nume Aveline. Aveline este fiica unui neguțător francez și a unei femei africane. Ea este recrutată în Ordinul Asasinilor de un fost sclav și luptă împotriva Templierilor, dar și a sclaviei. Aveline folosește o varietate de arme în luptă, inclusiv o macetă și o țeavă de suflat săgeți otrăvitoare.
A fost anunțat pe 10 septembrie 2013 că jocul va fi re-lansat sub numele de Assassin's Creed: Liberation HD pentru platformele PlayStation 3, Xbox 360 și Microsoft Windows via PlayStation Network, Xbox Live Arcade, respectiv Steam, în ianuarie 2014.

#### Assassin's Creed: Pirates
Assassin's Creed: Pirates este un joc de mobil, lansat pe dispozitivele iOS și Android pe 5 decembrie 2013. Dezvoltat de Ubisoft Paris, jocul se concentrează pe Căpitanul Alonzo Batilla, care nu este nici Asasin nici Templier, în vreme ce se află la cârma unui vas și se confruntă cu cele două facțiuni. Gameplay-ul se concentrează pe bătălii navale în timp-real. Jocul este în 3D și conține efecte de vânt și vreme, care vor afecta cursul jucătorilor.

#### Assassin's Creed Memories
Assassin's Creed Memories este un joc pentru mobil, lansat pe iOS în data de 20 august 2014. Dezvoltat în colaborare cu PlayNext și Gree, jocul combină colecționarea de carduri cu bătăliile și elementele de strategie, într-un mod multiplayer competitiv. Opțiuni adiționale includ înscrierea într-o breaslă și participarea în scenarii de luptă 20 vs 20. Memories conține diferite perioade istorice, inclusiv Cruciada a Treia, Epoca de aur a pirateriei, Japonia feudală și Imperiul Mongol.

#### Assassin's Creed Chronicles
Assassin's Creed Chronicles este un joc de acțiune 2.5D pentru Microsoft Windows, PlayStation 4, PlayStation Vita și Xbox One. Primul episod este disponibil la achiziționarea season pass-ului Assassin's Creed Unity și o are în prim plan pe Shao Jun în China secolului 16. Al doilea episod, India, a fost lansat pe 12 ianuarie 2016 pe aceleași platforme, iar ultimul episod, Rusia, a fost lansat pe 9 februarie 2016.

#### Assassin's Creed Identity
Assassin's Creed Identity este un joc pentru dispozitivele iOS si Android care a fost lansat internațional pe 25 februarie 2016. Este un RPG 3D, din perspectivă third-person. A avut parte de o lansare timpurie în Australia și Noua Zeelandă în 2014.

#### Assassin's Creed Rebellion
Assassin's Creed Rebellion este un joc pentru dispozitivele iOS și Android care a fost lansat internațional pe 21 noiembrie 2018. Este un joc RPG de strategie free-to-play.

### Colecții

#### Assassin's Creed: Heritage Collection
Assassin's Creed: Heritage Collection reprezintă o colecție a primelor cinci jocuri din seria principală, conținând Assassin's Creed, Assassin's Creed II, Assassin's Creed: Brotherhood, Assassin's Creed: Revelations și Assassin's Creed III. Lansată pentru PC, PlayStation 3 și Xbox 360 pe 8 noiembrie 2013.

#### Assassin's Creed: The Americas Collection / The American Saga
Assassin's Creed: The Americas Collection (titlul european: Assassin's Creed: Birth of a New World - The American Saga), dezvoltat de Ubisoft Montreal, conține Assassin's Creed III, Assassin's Creed: Liberation HD și Assassin's Creed IV: Black Flag, pentru PC, PlayStation 3 și Xbox 360. Colecția a fost lansată pe 3 octombrie 2014 în Europa și pe 28 octombrie 2014 în America de Nord. Versiunea de PC a fost lansată doar în Europa.

#### Colecția Ezio
Colecția Ezio, dezvoltată de Virtuos și Ubisoft Montréal, conține versiuni remasterizate ale modurilor single-player (modul multiplayer a fost exclus din pachet) din jocurile Assassin's Creed II, Assassin's Creed: Brotherhood, și Assassin's Creed: Revelations, ce folosesc motorul Anvil. Jocurile conțin grafici, ecleraj, efecte și texturi îmbunătățite, dar includ și toate conținuturile descărcabile disponibile anterior pentru modul single-player. În plus, pachetul conține scurtmetrajele Assassin's Creed: Embers și Assassin's Creed: Lineage. Colecția a fost lansată pe 15 noiembrie 2016 pentru PlayStation 4 și Xbox One, și a avut parte de recenzii mixte, fiind criticată pentru îmbunătățirile grafice aproape insignifiante, gameplay-ul învechit, și blocajul pe 30 de cadre pe secundă.

### Jocuri anulate și defuncte

#### Assassin's Creed: Project Legacy
Assassin's Creed: Project Legacy a fost un RPG single-player în genul browser pentru Facebook, dezvoltat ca o promoție, și în legătură cu Assassin's Creed: Brotherhood. Jocul era în mare parte bazat pe replici, dar includea grafică și sunet, precum și unele videoclipuri.
Jucătorii sunt cobai pentru Abstergo Industries și retrăiesc amintirile strămoșilor de la alți cobai prin DDS (Data Dump Scanner-Scannerul Datelor Deșeu), și nu prin Animus. Acești strămoși sunt Asasini.
Primul pachet de misiuni se numește "Războaiele Italiene", și are patru capitole. Capitolul unu se concentrează pe Bartolomeo d'Alviano în timpul Bătăliei de la Agnadello. Al doilea capitol îl are în prim plan pe Francesco Vecellio într-o misiune de a-l omorî pe Niccolò di Pitigliano (vărul lui Bartolomeo d'Alviano). Al treilea se concentrează pe Mario Auditore și pe protejarea orașului Monteriggioni. Ultimul capitol îl are în prim plan pe Perotto Calderon, un asasin ce o supraveghează în taină pe Lucrezia Borgia, de care se și îndrăgostește.
Al doilea pachet de misiuni, numit "Roma", a fost lansat pe 16 noiembrie 2010. Primul capitol se petrece între anii 1497 și 1503, și se concentrează pe o fostă curtezană, Fiora Cavazza, pe implicarea acesteia în recrutarea unei armate pentru familia Borgia, și pe trădarea ei ulterioară. Al doilea capitol are loc în 1503, și îl are în prim plan pe Giovanni Borgia, care își părăsește familia și se alătură ulterior Asasinilor. Capitolul trei se concentrează pe Francesco Vecellio, și pe antrenamentul său ce se petrece sub tutela lui Ezio Auditore. Capitolul patru îl are din nou în prim plan pe Giovanni Borgia, acum Asasin, care se alătură lui Hernán Cortés în călătoria sa spre Tenochtitlan, pentru obținerea unei "Piese din Eden" (Craniul de Cristal). Giovanni i l-a adus lui Bombastus pentru a-l studia, ceea ce a rezultat în descoperirea formulei pietrei filozofale.
Al treilea pachet de misiuni, numit "Vacanțe", a fost lansat pe 21 decembrie 2010, odată cu primul capitol, numit Fantomele Crăciunului Trecut. Capitolele ulterioare au fost lansate în 2011. Primul capitol are loc în diferite perioade și locuri din istorie: în timpul Pactului de Crăciun din Primul Război Mondial, în timpul lansării (și adevărul) pe marte a navei spațiale Beagle 2, în timpul întoarcerii lui Carol al II-lea în Anglia, și în timpul Giulgiului din Torino.
Al patrulea pachet de misiuni, numit "Pachetul Poveștilor de Știință Divină", a fost anunțat, dar nu și lansat. A fost anunțată și o interfață îmbunătățită a utilizatorului, denumită "DDS 2.0", în care se putea alege cu ușurință pachetul de misiuni și echipamentul de crafting, dar nici aceasta nu a fost lansată.
Jocul a fost ulterior eliminat de pe Facebook și pus într-o așteptare nedefinită.

#### Assassin's Creed: Lost Legacy
Assassin's Creed: Lost Legacy este un joc anulat, ce a fost în dezvoltare la Ubisoft, pentru Nintendo 3DS. Secțiuni din premisa și povestea jocului au devenit ulterior fundația pentru Assassin's Creed: Revelations.
Povestea îl găsea pe Ezio Auditore da Firenze călătorind în Orient, la fosta fortăreață a Asasinilor din Masyaf, unde urma să descopere originile Ordinului Asasinilor; cu legături posibile cu povestea lui Altaïr Ibn-La'Ahad din primul Assassin's Creed. La un moment dat, Ezio ar fi călătorit și la Constantinopol, cu toate că mai devreme decât o face în Assassin's Creed: Revelations.

#### Assassin's Creed: Utopia
Assassin's Creed: Utopia este un joc de mobil anulat, care era plănuit să fie lansat pentru dispozitivele Android și iOS. Povestea jocului ar fi concluzionat cu începutul din Assassin's Creed III, cu toate că nu ar fi avut legături la capitolul gameplay.
Utopia ar fi avut loc în secolul 17, la începutul colonizării Americii de Nord. S-ar fi petrecut în decursul a 150 de ani, pentru a ajuta jucătorii "să descopere cum Asasinii au influențat istoria și au ajutat la formarea celor treisprezece colonii ale națiunii". Gameplay-ul implica construirea unui oraș colonial, și era plănuit să aibă o "înclinație socială" față de jocurile anterioare. Asasinii fiecărei colonii și-ar fi înfruntat inamicii în "bătălii istorice epice", și prietenii în lupte 3D asincrone.

### Viitor
Întrebat de viitorul seriei în 2009, Sébastien Puel de la Ubisoft a spus că "putem face încă 35 de jocuri Assassin's Creed", în timp ce Laurent Detoc tot de la Ubisoft a spus ulterior "sperăm să ajungem la Assassin's Creed 10".
În noiembrie 2011, a fost postat un chestionar Ubisoft, întrebându-i pe participanți ce locații și perioade istorice ar dori să vadă în viitoarele "jocuri Assassin's Creed". Cadrele propuse au fost China medievală, Anglia victoriană, Egiptul Antic, colonizarea portugheză și/sau spaniolă a Americilor, Revoluția americană, Revoluția rusă, Japonia feudală, și Roma antică. Alex Hutchinson, regizor creativ la Assassin's Creed III, a sugerat că cele mai dorite cadre pentru Assassin's Creed, Al Doilea Război Mondial, Japonia feudală și Egiptul Antic, sunt "cele mai urâte trei cadre pentru un joc Assassin's Creed". Cu toate acestea, Hutchinson a declarat că atât el și Corey May sunt deschiși pentru un posibil cadru în India britanică, care constă în prezent din India, Pakistan, Bangladesh, și Myanmar. Anglia victoriană, Revoluția americană și Revoluția rusă au fost folosite ulterior pentru Assassin's Creed Syndicate, Assassin's Creed III, și Assassin's Creed Chronicles, respectiv, iar Primul Război Mondial a apărut într-o parte din Syndicate.
În iunie 2013, CEO-ul Ubisoft Yves Guillemot a declarat pe tema ciclului de dezvoltare al jocurilor, spunând, "Ne asigurăm că echipele responsabile de crearea diferitelor iterații au destul timp—doi ani, trei ani, pentru a-și putea asuma riscul de a schimba destul de mult conceptul pentru a-l face interesant și nou." În luna august a aceluiași an, regizorul de la Assassin's Creed IV: Black Flag, Ashraf Ismail, a spus că finalul seriei a fost scris, spunând "Avem o idee despre sfârșit, despre care ar fi el. Dar desigur, Yves [Guillemot] a anunțat că suntem un titlu ce apare anual, deci livrăm un joc pe an. Deci bazându-ne pe cadru și pe ce vor fanii, ne-am asigurat spațiu pentru a mai introduce ceva nou în această serie. Dar există un final."

## Alte domenii
Ubisoft a introdus franciza Assassin's Creed și în alte domenii, precum filme, benzi desenate și romane.

### Filme

#### Artistice
Un film artistic Assassin's Creed, cu cadrul în același univers ca al jocurilor video, a fost lansat pe 21 decembrie 2016, dar a avut parte de recenzii negative. Producția filmului a început în octombrie 2011, când Sony Pictures a intrat în negocierile finale cu Ubisoft Motion Pictures pentru a realiza filmul. În iulie 2012, a fost anunțat că Michael Fassbender va juca în film, dar va fi și co-producător. În august 2015, a fost dezvăluit că va juca rolul lui Callum Lynch, a cărui strămoș Aguilar, este un Asasin din Spania secolului 15. În octombrie 2012, Ubisoft a dezvăluit că filmul nu va mai fi produs de Sony Pictures, ci de New Regency și distribuit de 20th Century Fox. În ianuarie 2013, Michael Lesslie a fost angajat ca scenarist, iar Scott Frank, Adam Cooper și Bill Collage vor îndeplini rolul de co-scenariști. La sfârșitul lui aprilie 2014, Justin Kurzel era în discuții pentru a-l regiza. Filmările au început pe 31 august 2015, și s-au încheiat pe 15 ianuarie 2016.

#### Scurtmetraje

##### Assassin's Creed: Lineage
Assassin's Creed: Lineage este un film de 36 minute, ce servește ca și prequel pentru Assassin's Creed II. Scurtmetrajul, lansat în trei părți pe YouTube, promova jocul și este prima încercare a celor de la Ubisoft în industria cinematografică. Este despre povestea lui Giovanni Auditore, tatăl lui Ezio, care investighează asasinarea misterioasă a Ducelui Milanez Galeazzo Maria Sforza și este primul care află de conspirația lui Rodrigo Borgia.

##### Assassin's Creed: Ascendance
Ascendance este un scurtmetraj de animație realizat de UbiWorkshop și Ubisoft Montreal, care acoperă golurile dintre Assassin's Creed II și Assassin's Creed: Brotherhood. Spune povestea ajungerii la putere a lui Cesare Borgia. A fost lansat pe 16 noiembrie 2010. Scurta poveste are loc în mijlocul evenimentelor din Brotherhood în timp ce Ezio Auditore adună informații despre Cesare Borgia, de la un om cu glugă, care este dezvăluit mai târziu a fi Leonardo da Vinci. Este disponibil pentru achiziționare pe Xbox Live, PlayStation Store și iTunes Store.

##### Assassin's Creed: Embers
Embers este un scurtmetraj de animație realizat de UbiWorkshop. Filmul este inclus ca bonus în edițiile Signature și Collector ale lui Assassin's Creed: Revelations. UbiWorkShop a lansat un trailer pe 21 iulie 2011, arătat la Comic-Con 2011. Trailerul arată un Ezio bătrân împreună cu familia sa, care se teme că cineva încearcă să-l omoare.
Dezvoltatorii au descris Embers la Comic Con 2011 ca un epilog final al poveștii lui Ezio, și cu toate că poate fi vizionat oricând, ar trebui doar după terminarea poveștii din Assassin's Creed: Revelations, pentru a înțelege complet povestea lui Ezio Auditore da Firenze.
Scurtmetrajul are în prim plan un Ezio bătrân, ce trăiește o viață liniștită în rurala Toscană împreună cu soția sa, Sofia și copiii săi Flavia și Marcello, și își scrie memoriile. Într-o zi, apare un străin, o chinezoaică Asasină pe nume Shao Jun, care a venit la Ezio pentru a căuta cunoștințe despre viața lui de Asasin. Cu toate că Ezio preferă ca Jun să nu rămână, din cauza dorinței sale de a lăsa zilele de Asasin în urmă, Sofia îi permite să stea la noapte. A doua zi, Ezio o găsește pe Jun citindu-i memoriile și o obligă să plece, dar își retrage cuvintele după ce ea îl întreabă despre ce înseamnă a fi Asasin. Într-o călătorie la Florența, Ezio își aduce aminte de întâmplările prin care a trecut, despre cum frații și tatăl său au fost executați în piața orașului, și el a fost nevoit să devină Asasin, și cum această viață este definită prin durerea pe care o cauzează și aduce. La plecare, cei doi sunt atacați de un străin, care pare a fi tot un asiatic. După ce îl omoară, Jun îi spune lui Ezio că ea este o fostă concubină a împăratului chinez Zhengde, și că fostul ei maestru a salvat-o din influența lui. După ce se întoarce acasă, Ezio îi spune Sofiei să ia copiii și să plece, știind că vor veni și alții. Apoi, o antrenează pe Jun pentru a-și elibera poporul de sub jugul împăratului. Mai târziu în acea seară, villa lui Ezio este atacată de inamicii ai lui Shao Jun, și după mai multe lupte, el îi elimină pe toți cu succes. A doua dimineață, Ezio îi înmânează lui Shao Jun o mică cutie și îi spune că i-ar putea fi de folos într-o zi, dar doar dacă "îți vei pierde calea". Apoi o gonește în timp ce doi călăreți apar la vilă. La ceva timp după, Ezio călătorește la Florența cu soția și copii săi, cu toate că suferă de probleme cu inima. În timp ce se odihnea pe o bancă, și după ce are o scurtă conversație cu un tânăr ce are o cicatrice pe față, similar unui om ca și el în tinerețe, el expiră și moare în timp ce își privește familia. Filmul se încheie cu o scrisoare de la Ezio pentru Sofia, în care se spune că lucrul care l-a ajutat să răzbească cel mai mult în viață a fost iubirea sa pentru lume.

### Televiziune
În noiembrie 2016, a fost dezvăluit că Ubisoft și Netflix sunt în discuții pentru realizarea unui serial TV Assassin's Creed, împreună cu alte proiecte. În iulie 2017, Adi Shankar a dezvăluit că va fi creatorul serialului, care va fi în format de anime. Serialul, care va avea o poveste originală a lui Shankar, va împărtăși același univers cu cel al seriei.

### Benzi desenate

#### Assassin's Creed: Banda Desenată
Într-o ediția limitată a primului joc Assassin's Creed, a fost inclusă și o bandă desenată de 8 pagini, care arăta două povești în paralel, cea a lui Altaïr Ibn-La'Ahad și cea a lui Desmond Miles. A fost distribuită în magazinele EB Games în 2007, pentru a promova jocul. Povestea servește ca un preludiu pentru acest joc și este narată simultan de ambele personaje. În ea, se povește despre evadarea lui Desmond de la Abstergo din anul 2012, și despre una dintre misiunile de asasinare executate de Altaïr în anul 1191. În început, Altaïr se autoproclamă un vânător, iar Desmond un prizonier, dar la final amândoi se re-introduc ca Asasini.

#### Assassin's Creed, Volumul 1: Desmond
Assassin's Creed Volumul 1: Desmond este o bandă desenată în limba franceză, scrisă de Eric Corbeyran și desene din partea lui Djilalli Defaux. A fost lansată doar în Franța, Canada, Belgia, Polonia și Italia. A fost publicată pe 13 noiembrie 2009, cu câteva zile înainte de lansarea lui Assassin's Creed II. Majoritar povestită din perspectiva lui Desmond, se prezintă evenimente din primul Assassin's Creed și din începutul lui Assassin's Creed II; de exemplu, este dezvăluit că Lucy i-a ajutat pe Templieri să-l răpească pe Desmond. Aici apare și Subiectul 16 (sub numele de Michael) și un asasin Roman pe nume Acvila. Se spune că Subiectul 16 este în viață, dar prins în animus, dar Shaun sau Rebecca nu sunt menționați.

#### Assassin's Creed, Volumul 2: Acvila
Assassin's Creed Volumul 2: Acvila este o bandă desenată în limba franceză, scrisă de Eric Corbeyran și desene din partea lui Djilalli Defaux. Povestea începe cu un Desmond tânăr ce își amintește de o conversație cu tatăl său. El se trezește și poartă o conversație cu Lucy. După ce se întâlnește cu Rebecca, Shaun și ceilalți asasini, ei urcă într-o mașină și merg spre Monteriggioni.
Între timp, Desmond retrăiește amintirile Acvilei cu ajutorul animusului, după moartea sa aparentă din primul volum. Asasinul este salvat de vărul său, Uliul, și îi este dată misiunea de a salva Lugdunumul. El se întâlnește cu tatăl său și descoperă un artefact al primei civilizații: un ankh care poate învia temporar morții. Obiectul misterios este apoi furat de un senator Templier, care îl omoară pe tatăl Acvilei.
Povestea din prezent continuă cu Asasinii care sunt ambuscați de agenți Abstergo. Ulterior, este dezvăluit că în mașina Asasinilor este un trădător, de care Desmond se ocupă. Grupul ajunge într-un final la Monteriggioni și este sugerat că artefactul ankh este ascuns între zidurile orașului.

#### Assassin's Creed, Volumul 3: Uliul
Jonathan Hawk este trimis de un executiv și un tehnician să retrăiască amintirile Uliului, în anul 259 d.Hr. Atunci, alemanii Uliului traversau fluviul Ron, prin Geneva și Aube pentru a se confrunta cu forțele Romane într-un Oppidum. Bătălie se termină sângeros și greu, dar Uliul iese în cele din urmă victorios, și este întâmpinat de Asasinul Iberic Cuervo după luptă, care a venit să-i felicite pe alemani pentru victoria lor și pentru a discuta despre viitor.

#### Assassin's Creed, Volumul 4: Șoimul
Assassin's Creed, Volumul 4: Șoimul este al patrulea volum al benzilor desenate franceze. Se concentrează pe povestea lui Jonathan Hawk și a strămoșului său egiptean Numa Al'Khamsin, un membru din secolul 14 al asasinilor. A fost lansat pe 16 noiembrie 2012.

#### Assassin's Creed, Volumul 5: El Cakr
Assassin's Creed, Volumul 5: El Cakr este al cincilea volum al benzilor desenate franceze. Se concentrează pe povestea lui Jonathan Hawk și a strămoșului său egiptean Numa Al'Khamsin, cunoscut și ca "El Cakr". A fost lansat pe 31 octombrie 2013.

#### Assassin's Creed, Volumul 6: Leila
Assassin's Creed, Volumul 6: Leila este al șaselea volum al benzilor desenate franceze. Se concentrează pe povestea lui Jonathan Hawk și a strămoșului său egiptean Numa Al'Khamsin, cunoscut și ca "El Cakr". Este ultimul din intriga egipteană. A fost lansat pe 31 octombrie 2014.

#### Assassin's Creed: Decăderea
În iulie 2010, Ubisoft a anunțat o mini-serie în trei părți de benzi desenate Assassin's Creed, ca parte a inițiativei UbiWorkshop. Ubisoft i-a angajat pe desenatorii Cameron Stewart și Karl Kerschl, ambii câștigători de premii de benzi desenate. Prima ediție a fost lansată pe 10 noiembrie 2010, iar a doua pe 1 decembrie 2010. A fost publicată de WildStorm. Acțiunea are loc între 1888 și 1908 în Rusia, și în 1998 în Statele Unite. Îl are în prim plan pe Nikolai Orelov și pe descendentul său, Daniel Cross, un alcoolist în recuperare ce experimentează efectul sângerării în biroul unui terapeut.

#### Assassin's Creed: Lanțul
Lanțul este continuarea Decăderii, care încheie povestea lui Nikolai Orelov și a lui Daniel Cross. Acest volum va furniza informații și despre evenimentele din Assassin's Creed III. A fost lansat la mijlocul anului 2012.

#### Assassin's Creed: Brahman
Brahman are loc în India secolului 19, și introduce un nou asasin, Arbaaz Mir. A fost scrisă de Brendan Fletcher, cu desene din partea lui Cameron Stewart și Karl Kerschl. A fost lansată la sfârșitul anului 2013 în America de Nord.

#### Assassin's Creed: Procesul incendiar
Oscilând între San Diego-ul contemporan și procesele vrăjitoarelor din Salem, acțiunea o urmărește pe Charlotte de la Cruz, o teoriticiană supra-educată a conspirației, care este atacată de Templieri după ce află că este descendentă a Asasinilor. Seria a fost publicată de Titan Comics, și a fost scrisă de Anthony Del Col și Conor McCreery, ilustrată de Neil Edwards, și colorată de Ivan Nunes.

#### Manga
"Assassin's Creed: Awakening" este o adaptare a lui Assassin's Creed IV: Black Flag din 2013.

### Romane

#### Assassin's Creed: Renașterea
Assassin's Creed: Renașterea (Assassin's Creed: Renaissance) este un roman bazat pe seria Assassin's Creed, scris de Oliver Bowden și publicat de Penguin Books. Este o versiune-roman a jocului Assassin's Creed II; cu toate acestea, nu oscilează între perioade de timp diferite, ci se petrece doar în secolul 15, fără a fi menționate evenimentele din prezent.

#### Assassin's Creed: Frăția
Assassin's Creed: Frăția (Assassin's Creed: Brotherhood) este continuarea romanului Renașterea, și a fost scrisă de Oliver Bowden și publicată de Penguin Books. Este o versiune-roman a jocului Assassin's Creed: Brotherhood, la fel ca și precedentul. De asemenea, nu sunt menționate evenimentele din prezent ce îl includ pe Desmond, dar Ezio face referire la o "fantomă". Spre deosebire de acțiunea jocului care a început în 1499, această versiune a poveștii începe în anul 1503.

#### Assassin's Creed: Cruciada secretă
Assassin's Creed: Cruciada secretă (Assassin's Creed: The Secret Crusade) este al treilea roman Assassin's Creed scris de Oliver Bowden și publicat de Penguin Books. Povestea este narată de Niccolò Polo, tatăl lui Marco Polo, care vorbește despre viața lui Altaïr ibn la-Ahad. A fost lansat pe 20 iunie 2011.

#### Assassin's Creed: Revelations
Assassin's Creed: Revelations este al patrulea roman din intriga seriei Assassin's Creed, scris de Oliver Bowden și publicat de Penguin Books. A fost lansat pe 24 noiembrie 2011 în Regatul Unit și pe 29 noiembrie 2011 în America de Nord, și este o versiune-roman a jocului Assassin's Creed: Revelations. Ca și romanele anterioare, Renaissance și Brotherhood, nu sunt menționate evenimentele din prezent ce îl includ pe Desmond. La fel ca și în joc, Ezio Auditore își lasă în urmă viața pentru a căuta răspunsuri și adevărul. În Assassin's Creed: Revelations, maestrul-asasin Ezio Auditore retrăiește drumul apucat de mentorul legendar Altair, într-o călătorie plină de descoperiri și revelații. Este o cale periculoasă—una care îl va conduce pe Ezio la Constantinopol, în inima Imperiului Otoman, unde o armată tot mai mare de Templieri destabilizează regiunea.

#### Assassin's Creed: Forsaken
Assassin's Creed: Forsaken este continuarea lui Revelations și a fost scrisă de Oliver Bowden. Prezintă viața lui Haytham Kenway înainte și în timpul evenimentelor din Assassin's Creed III.

#### Assassin's Creed: Black Flag
Assassin's Creed: Black Flag este continuarea lui Forsaken și a fost scrisă de Oliver Bowden. Romanul narează evenimentele din jocul omonim. A fost lansat pe 7 noiembrie 2013.

#### Assassin's Creed: Unity
Assassin's Creed: Unity este continuarea lui Black Flag și a fost scrisă de Oliver Bowden. Romanul se concentrează pe evenimentele jocului din perspectiva Elisei, și apoi, după moartea ei pusă la cale de Marele Maestru Templier François-Thomas Germain, din perspectiva lui Arno. A fost lansat pe 20 noiembrie 2014.

#### Assassin's Creed: Underworld
Assassin's Creed Underworld dezvăluie povestea Maestrului Asasin Henry Green/Jayadeep Mir, fiul Maestrului Asasin Indian Arbaaz Mir și a soției sale Pyara Kaur (cei doi au debutat în Assassin's Creed: Brahman), cu șase ani înainte de începutul evenimentelor din Assassin's Creed: Syndicate.

#### Assassin's Creed: Desert Oath
Assassin's Creed: Desert Oath este o relatare a primilor ani ai lui Bayek. Cartea este un prequel al jocului Assassin's Creed: Origins și se concentrează pe modul cum Bayek îi calcă pe urme tatălui său, Sabu, pentru a devenit un luptător Medjay. Cartea explică și de ce Ordinul dorește să elimine moștenirea Medjay.

### Assassin's Creed: Encyclopedia
UbiWorkshop a lansat în 2011 o enciclopedie a seriei Assassin's Creed. Inițial intenționată a fi o bandă desenată, proiectul a adunat foarte mult material și s-a decis să fie transformat într-o enciclopedie. Conține lucrări ale unor artiști precum Craig Mullins, Tavis Coburn, 123Klan, Gabz și James NG. Acestora le-a fost acordată o libertate creativă, de vreme ce au putut crea un Asasin unic dintr-o perioadă aleasă de ei. Banda desenată conține o secțiune "carte blanche", care va urma să conțină desene propuse de fani. Prețul original este de 39,95 dolari.
În noiembrie 2012, pentru a coincide cu lansarea lui Assassin's Creed III, UbiWorkshop a lansat ediția secundă a enciclopediei. Aceasta prezintă încă 120 pagini de conținut, acoperă atât Assassin's Creed III cât și Assassin's Creed: The Chain, iar conținutul a fost revizuit în funcție de feedback.
Ediția a treia a Enciclopediei Assassin's Creed este o ediție actualizată și cartonată, ce are incorporate informații despre personajele și evenimentele din Assassin's Creed IV: Black Flag și Assassin's Creed: Brahman, dar și desene și picturi noi. A fost lansată internațional pe 11 noiembrie 2013 și include 390 pagini de conținut nou, dar este și o versiune revizuită a ediției secunde. Poate fi achiziționată prin UbiWorkshop.

### Assassin's Creed Symphony
Assassin's Creed Symphony este un turneu ce va avea loc în America de Nord și Europa în 2019 și va conține cele mai memorabile momente cu diferiți compozitori precum Jesper Kyd, Lorne Balfe, Brian Tyler, Austin Wintory, Sarah Schachner, Winifred Phillips, Elitsa Alexandrova, Chris Tilton, Ryan Amon și The Flight. Va debuta în vara anului 2019, și va conține personaje din serie, sub formă de holograme.

## Primire
| Joc                         | GameRankings                           | Metacritic                 |
| --------------------------- | -------------------------------------- | -------------------------- |
| Assassin's Creed: Pirates   | (iOS) 69%                              | (iOS) 67                   |
| Assassin's Creed Memories   | (iOS) 42.50%                           | (iOS) 48                   |
| Assassin's Creed Rogue      | (PC) 70% (PS3) 74% (X360) 73%          | (PC) 74 (PS3) 72 (X360) 72 |
| Assassin's Creed Identity   | (iOS) 74%                              | (iOS) 69                   |
| Assassin's Creed Unity      | (PC) 73% (PS4) 68% (XONE) 70%          | (PC) 70 (PS4) 70 (XONE) 72 |
| Assassin's Creed Syndicate  | (PC) 70% (PS4) 78% (XONE) 82%          | (PC) 74 (PS4) 76 (XONE) 78 |
| Assassin's Creed Chronicles | (Vita) 67.33%                          | (Vita) 70                  |
| Assassin's Creed Origins    | (PC) 82.22% (PS4) 82.81% (XONE) 85.42% | (PC) 84 (PS4) 81 (XONE) 85 |
| Assassin's Creed Odyssey    | (PC) 86.25% (PS4) 83.73% (XONE) 87.83% | (PC) 86 (PS4) 83 (XONE) 87 |

| Joc                                   | GameRankings                                                                    | Metacritic                                             |
| ------------------------------------- | ------------------------------------------------------------------------------- | ------------------------------------------------------ |
| Assassin's Creed                      | (PS3) 79.30% (X360) 82.92% (PC) 79.87%                                          | (PS3) 81 (X360) 81 (PC) 79                             |
| Assassin's Creed: Altaïr's Chronicles | (NDS) 58.00%                                                                    | (NDS) 58                                               |
| Assassin's Creed: Bloodlines          | (PSP) 63.63%                                                                    | (PSP) 63                                               |
| Assassin's Creed II                   | (PS3) 90.71% (X360) 90.01% (PC) 83.50%                                          | (PS3) 91 (X360) 90 (PC) 86                             |
| Assassin's Creed II: Discovery        | (NDS) 71.46%                                                                    | (NDS) 69                                               |
| Assassin's Creed: Brotherhood         | (PS3) 89.92% (X360) 90.55% (PC) 87.64%                                          | (PS3) 90 (X360) 89 (PC) 88                             |
| Assassin's Creed Rearmed              | (iOS) 50%                                                                       | (iOS) 60                                               |
| Assassin's Creed: Revelations         | (PS3) 80.05% (X360) 79.37% (PC) 74.67%                                          | (PS3) 80 (X360) 80 (PC) 80                             |
| Assassin's Creed Recollection         | (iOS) 77%                                                                       | (iOS) 75                                               |
| Assassin's Creed III                  | (PS3) 85.56% (X360) 84.81% (WIIU) 83.00% (PC) 80.75%                            | (PS3) 85 (X360) 84 (WIIU) 85 (PC) 80                   |
| Assassin's Creed III: Liberation      | (Vita) 71.88%                                                                   | (Vita) 70                                              |
| Assassin's Creed IV: Black Flag       | (PS3) 87.62% (WIIU) 87.00% (PC) 86.67% (X360) 85.74% (PS4) 85.31% (XONE) 81.00% | (PS3) 88 (WIIU) 86 (PC) 86 (X360) 86 (PS4) 83 (XONE) – |

Seria Assassin's Creed, în special jocurile principale, a fost primită pozitiv de către fani și critici, mulți dintre ei numind Assassin's Creed "...seria care iese în evidență pe aceasta generație [a șaptea] de console". A fost lăudată pentru designul ambițios, grafică și poveste, dar criticat pentru problemele tehnice și ciclul anual de lansare, care a dus uneori la suprasaturație și pierdere de inovație. La data de septembrie 2019, jocurile seriei au fost vândute în peste 140 milioane de unități și au adunat peste 95 milioane de jucători, Assassin's Creed devenind cea mai profitabilă franciză a celor de la Ubisoft și una dintre cele mai profitabile francize de jocuri video din toate timpurile. Până în octombrie 2020, vânzările totale au ajuns la 155 milioane de unități.

## În cultura populară